# Anzin
Ne doit pas être confondu avec Annezin ou Anzin-Saint-Aubin.
 (octobre 2023).
Anzin est une commune française de la banlieue de Valenciennes, située dans le département du Nord en région Hauts-de-France.
Anzin est connue pour être le premier site du bassin minier du Nord-Pas-de-Calais où la houille fut exploitée, et réputée pour la grande grève des mineurs d'Anzin de 1884 dont Émile Zola s'inspira pour écrire Germinal. Le mouvement aboutit à la promulgation de la loi Waldeck-Rousseau qui autorise les syndicats.
Depuis les années 1980 et l'arrêt de l'industrie sidérurgique qui avait succédé à l'exploitation minière, la ville rencontre de grosses difficultés économiques : ses habitants connaissaient un taux de chômage de 30 % en 1999 et une partie de la commune a été classée en zone franche urbaine. En 2006, la commune d'Anzin était l'une des communes françaises où le revenu fiscal médian par ménage était le plus bas.

## Géographie

### Localisation
Anzin est située dans la région transfrontalière du Hainaut, dans le sud du département du Nord et dans l'est du Bassin minier du Nord-Pas-de-Calais, à environ 20 km de la frontière franco-belge.
Anzin est limitrophe de Valenciennes, à l'est et au sud, et du parc naturel régional Scarpe-Escaut, au nord. Les communes limitrophes sont Beuvrages et Bruay-sur-l'Escaut au nord, Valenciennes à l'est et au sud, Petite-Forêt et Raismes à l'ouest. Anzin est bordée par l'Escaut qui forme sa limite à l'est avec Valenciennes.
Son territoire s'étend sur 364 hectares.

### Communes limitrophes
| Beuvrages            | Beuvrages - Bruay-sur-l'Escaut | Bruay-sur-l'Escaut |
| Raismes Petite-Forêt | Anzin                          | Valenciennes       |
| Valenciennes         | Valenciennes                   | Valenciennes       |

### Géologie et relief
L'altitude moyenne d'Anzin est de 47 mètres. Elle culmine à 50 mètres au mont d'Anzin.

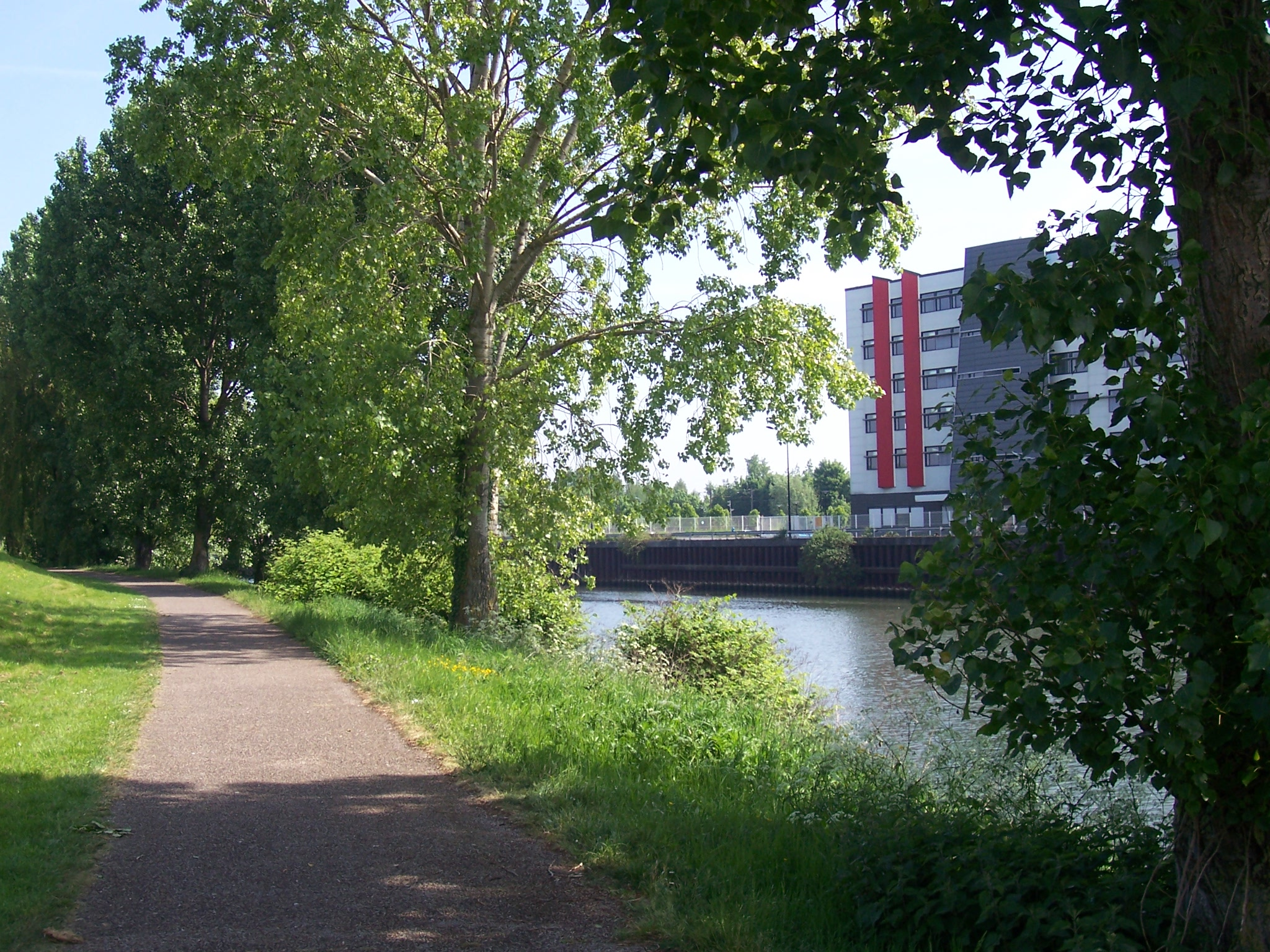
Le canal de l'Escaut à Anzin.

La géologie d'Anzin est caractéristique de celle de l'ouest du bassin minier du Nord-Pas-de-Calais, pays plat aux terrains naturellement humides entre les vallées de la Scarpe et de l'Escaut. Outre les alluvions fluviales de la vallée de l'Escaut, le terrain sur lequel est située la ville est constitué de dépôts sableux tertiaires du Landénien et de limons pléistocènes du Quaternaire.
Sous cette formation superficielle, d'une épaisseur de 25 à 27 mètres, on trouve une strate de craie blanche sénonienne intercalée avec les craies grises et marnes turoniennes du Crétacé supérieur. Viennent ensuite des formations argileuses déposées en lentilles dans des sables du Wealdien d'âge Crétacé inférieur,.
C'est à partir d'environ 75 mètres de profondeur que l'on trouve le gisement houiller, dans des couches de schiste et de grès. Les terrains houillers sont d'une épaisseur totale estimée de 2 500 à 3 000 mètres dans le bassin, le charbon a été exploité à Anzin jusqu'à 630 mètres de profondeur à la fosse du Chauffour.

### Hydrographie

#### Réseau hydrographique
La commune est située dans le bassin Artois-Picardie. Elle est drainée par l'Escaut canalisée, le Beuvrages et un autre petit cours d'eau,.
L'Escaut est un fleuve européen de 355 km de long, qui traverse trois pays (France, Belgique et Pays-Bas), avant de se jeter en mer du Nord. La partie canalisée en France relie Cambrai à[Quoi ?], après avoir traversé 34 communes.

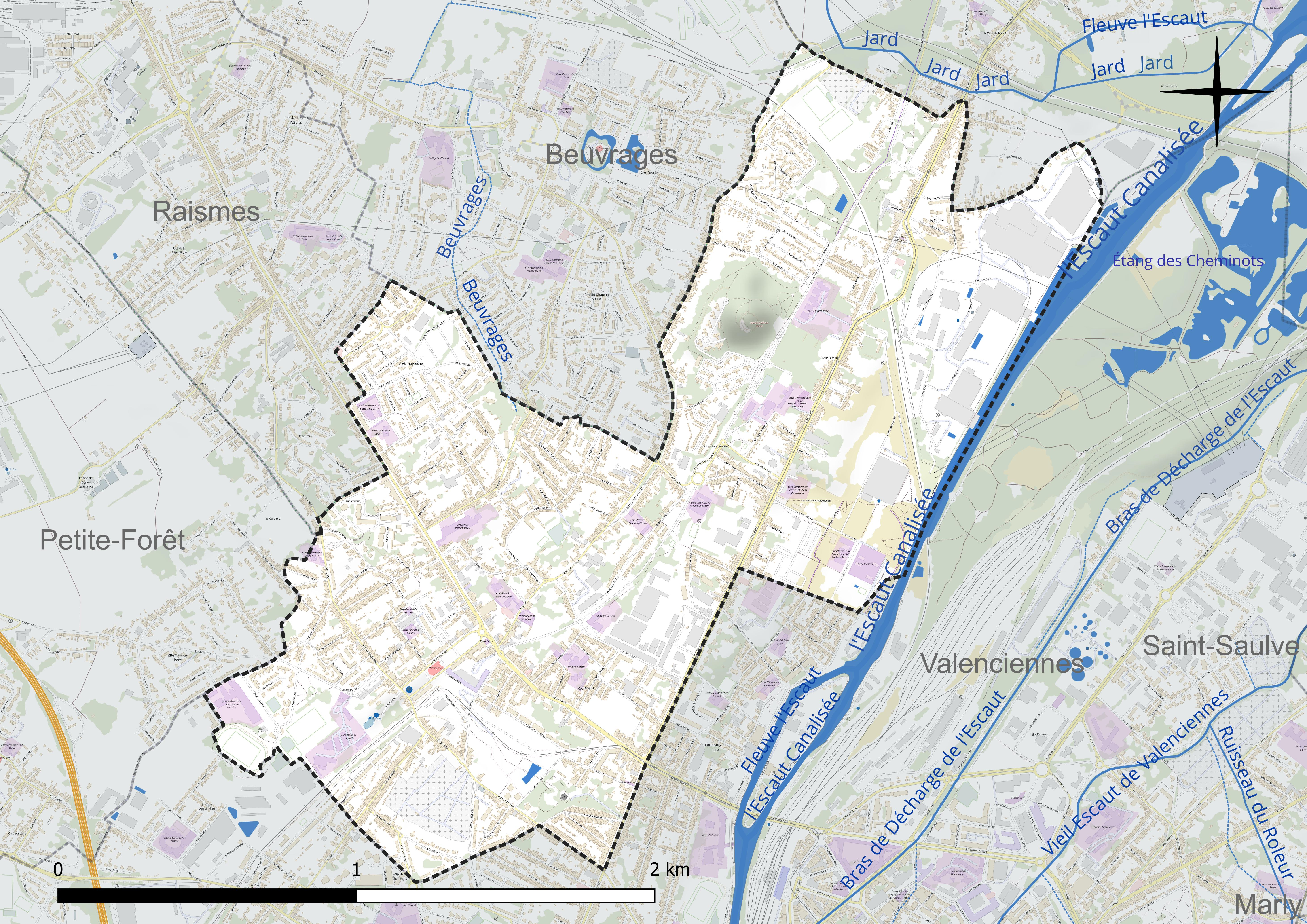
Réseau hydrographique d'Anzin.

#### Gestion et qualité des eaux
Le territoire communal est couvert par le schéma d'aménagement et de gestion des eaux (SAGE) « Escaut ». Ce document de planification concerne un territoire de 2 005 km2 de superficie, délimité par le bassin versant de l'Escaut. Le périmètre a été arrêté le 9 juin 2006 et le SAGE proprement dit a été approuvé le 13 juillet 2021. La structure porteuse de l'élaboration et de la mise en œuvre est le syndicat mixte Escaut et Affluents (SyMEA).
La qualité des cours d'eau peut être consultée sur un site dédié géré par les agences de l'eau et l'Agence française pour la biodiversité.

### Climat
Pour des articles plus généraux, voir Climat des Hauts-de-France et Climat du Nord.
En 2010, le climat de la commune est de type climat océanique dégradé des plaines du Centre et du Nord, selon une étude du CNRS s'appuyant sur une série de données couvrant la période 1971-2000. En 2020, Météo-France publie une typologie des climats de la France métropolitaine dans laquelle la commune est exposée à un climat océanique altéré et est dans la région climatique Nord-est du bassin Parisien, caractérisée par un ensoleillement médiocre, une pluviométrie moyenne régulièrement répartie au cours de l'année et un hiver froid (3 °C).
Pour la période 1971-2000, la température annuelle moyenne est de 10,6 °C, avec une amplitude thermique annuelle de 14,8 °C. Le cumul annuel moyen de précipitations est de 738 mm, avec 11,5 jours de précipitations en janvier et 9,3 jours en juillet. Pour la période 1991-2020, la température moyenne annuelle observée sur la station météorologique la plus proche, située sur la commune de Valenciennes à 2 km à vol d'oiseau, est de 11,0 °C et le cumul annuel moyen de précipitations est de 694,1 mm,. Pour l'avenir, les paramètres climatiques de la commune estimés pour 2050 selon différents scénarios d'émission de gaz à effet de serre sont consultables sur un site dédié publié par Météo-France en novembre 2022.

## Urbanisme

### Typologie
Au 1er janvier 2024, Anzin est catégorisée grand centre urbain, selon la nouvelle grille communale de densité à sept niveaux définie par l'Insee en 2022.
Elle appartient à l'unité urbaine de Valenciennes (partie française), une agglomération internationale regroupant 56  communes, dont elle est une commune de la banlieue,,. Par ailleurs la commune fait partie de l'aire d'attraction de Valenciennes (partie française), dont elle est une commune du pôle principal,. Cette aire, qui regroupe 102 communes, est catégorisée dans les aires de 200 000 à moins de 700 000 habitants,.

### Occupation des sols
L'occupation des sols de la commune, telle qu'elle ressort de la base de données européenne d'occupation biophysique des sols Corine Land Cover (CLC), est marquée par l'importance des territoires artificialisés (99,9 % en 2018), en augmentation par rapport à 1990 (99,1 %). La répartition détaillée en 2018 est la suivante :
zones urbanisées (83,2 %), zones industrielles ou commerciales et réseaux de communication (16,7 %), forêts (0,1 %). L'évolution de l'occupation des sols de la commune et de ses infrastructures peut être observée sur les différentes représentations cartographiques du territoire : la carte de Cassini (XVIIIe siècle), la carte d'état-major (1820-1866) et les cartes ou photos aériennes de l'IGN pour la période actuelle (1950 à aujourd'hui).

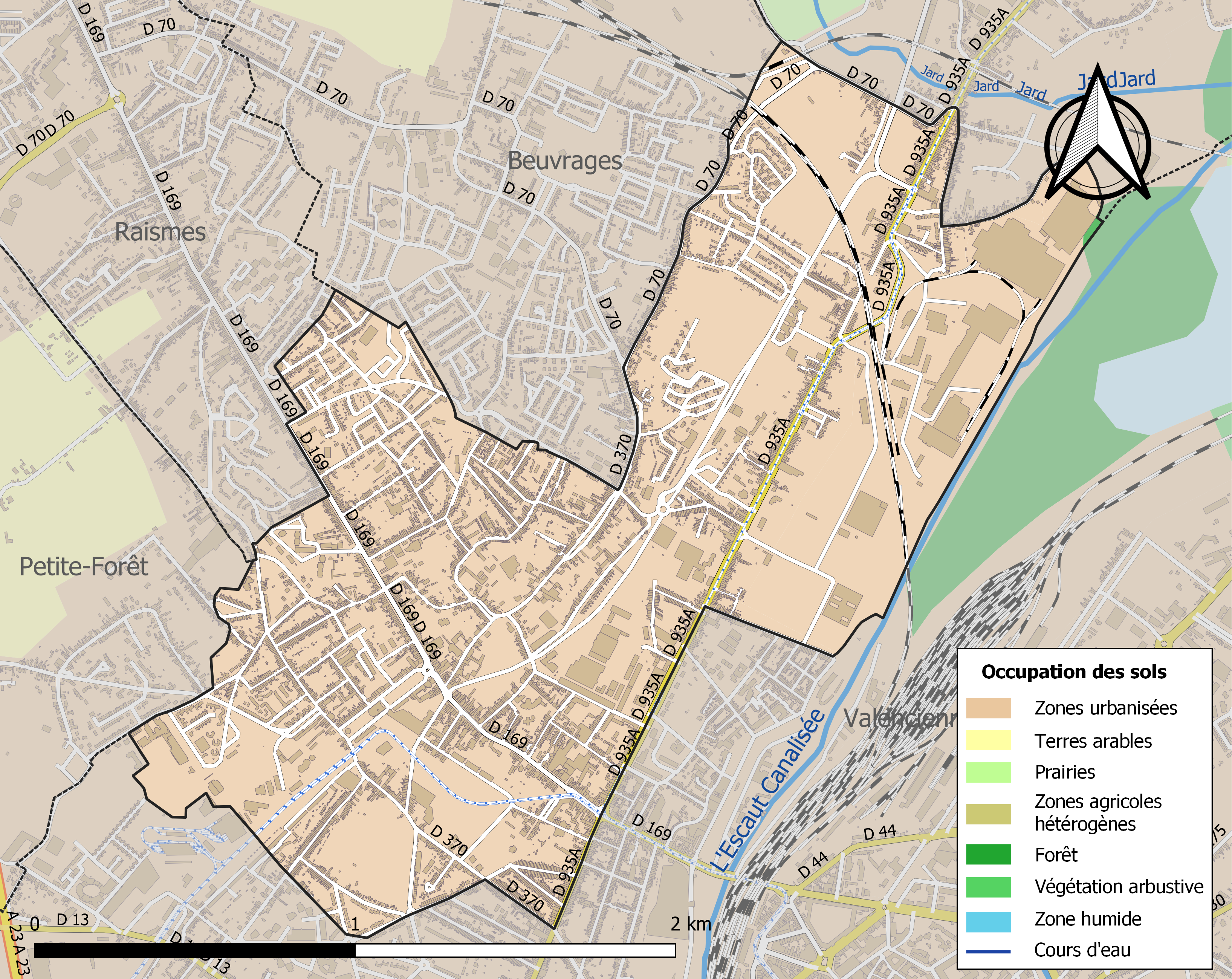
Carte des infrastructures et de l'occupation des sols de la commune en 2018 (CLC).

### Morphologie urbaine

#### L'héritage du passé minier

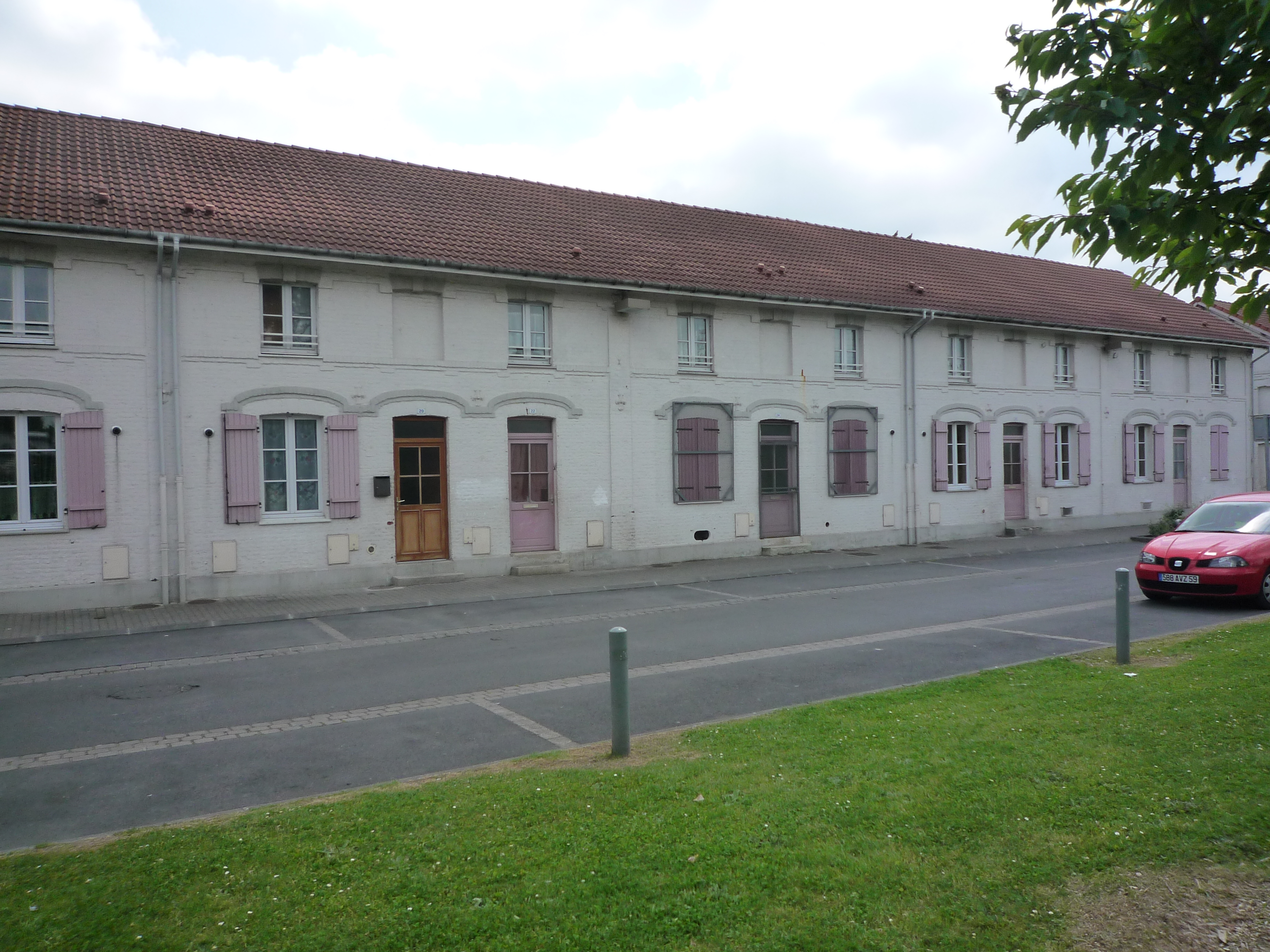
Coron des Cent Vingt.

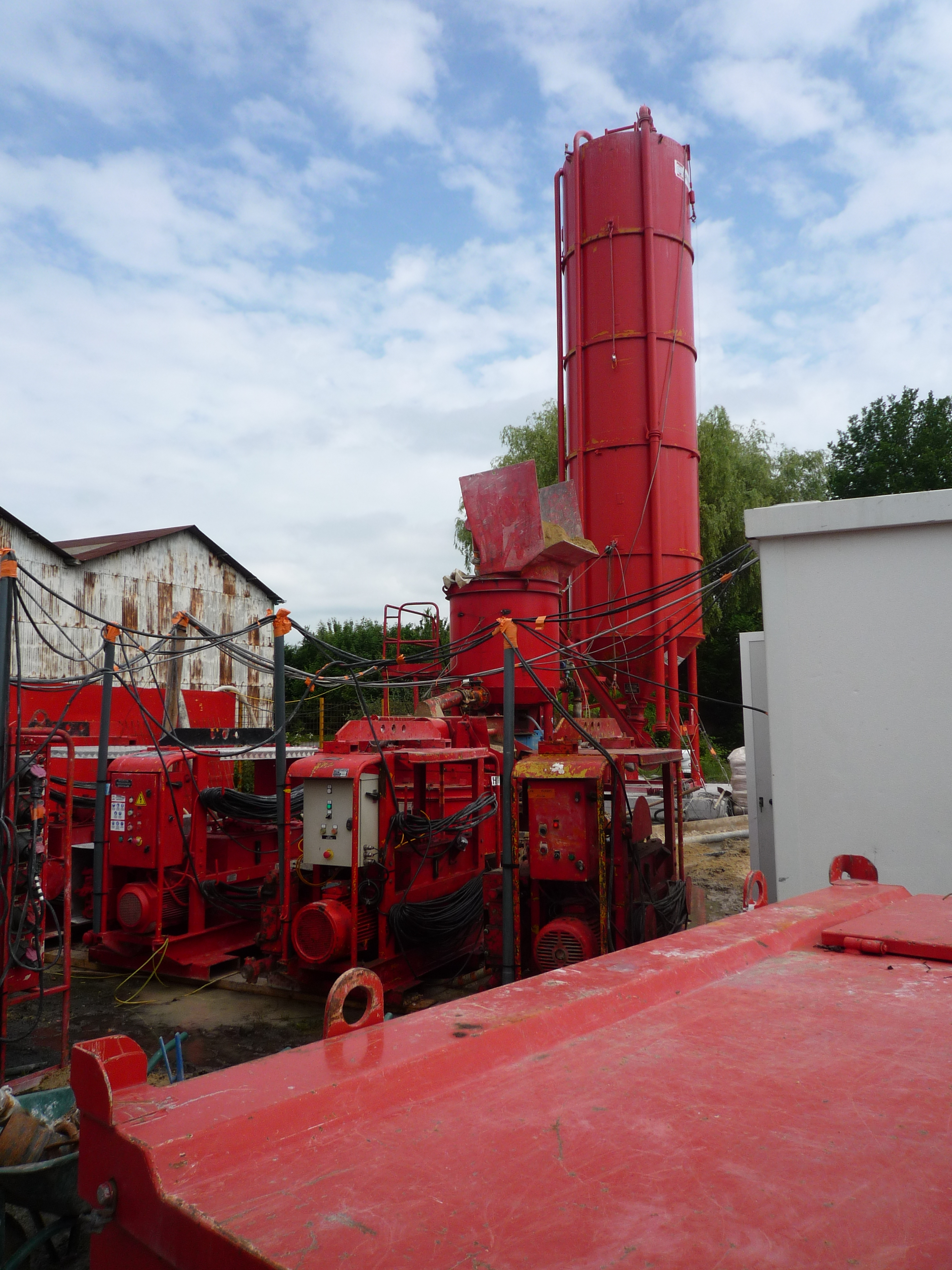
Chantier de comblement d'une carrière souterraine.

Anzin conserve peu de vestiges apparents de l'époque de l'exploitation de la mine. Le dernier puits, celui de la Bleuse-Borne, a fermé en 1935 et son chevalement a été démonté en 1953.
La fosse Bleuse-Borne, nommée d'après un ancien mégalithe en pierre bleue qui était dressé à proximité, et l'un des gisements les plus importants pour la Compagnie des mines, qui en extrait environ 9 000 000 de tonnes de houille. Le terril, formé à partir de 1808, est aujourd'hui l'un des rares vestiges de l'industrie houillère de la ville, et témoigne de l'ampleur des travaux miniers réalisés en sous-sol. Le plus haut de ses terrils a été étêté.
Parmi les corons, le plus ancien, celui des 72, a été détruit en décembre 1983 ; le coron des Cent Vingt, entre Valenciennes et Anzin, existe toujours et a été restauré. Les anciens puits de mines sont repérables par des têtes de puits signalisées, comme les puits Pavé Nord et Pavé Sud, ou non signalisées, comme les puits des Avaleresses La Croix du Nord et La Croix du Sud.
L'exploitation minière a eu un impact profond sur l'état du sous-sol, d'autant qu'avant la houille, des carrières de craie étaient déjà exploitées. En dépit de la présence de nombreuses galeries, les terrains houillers semblent stabilisés ; les affaissements miniers tel que celui qui a créé la mare à Goriaux à quelques kilomètres d'Anzin ont eu lieu en phase d'exploitation.
Il en va différemment pour les carrières de craies abandonnées, exploitées durant les siècles précédents et dont les emplacements sont mal connus. Plusieurs quartiers sont des secteurs à risque moyen d'effondrement ; les derniers effondrements ont touché en 1991 le stade, le cimetière et la rue Saint-Waast. Ces risques ont fait l'objet d'un plan de prévention des risques de mouvement de terrain approuvé en janvier 2008. En 2009, une carrière souterraine située au bout de la rue Lécaillez fut remblayée pour permettre la construction de logements.

#### Réhabilitation des zones industrielles

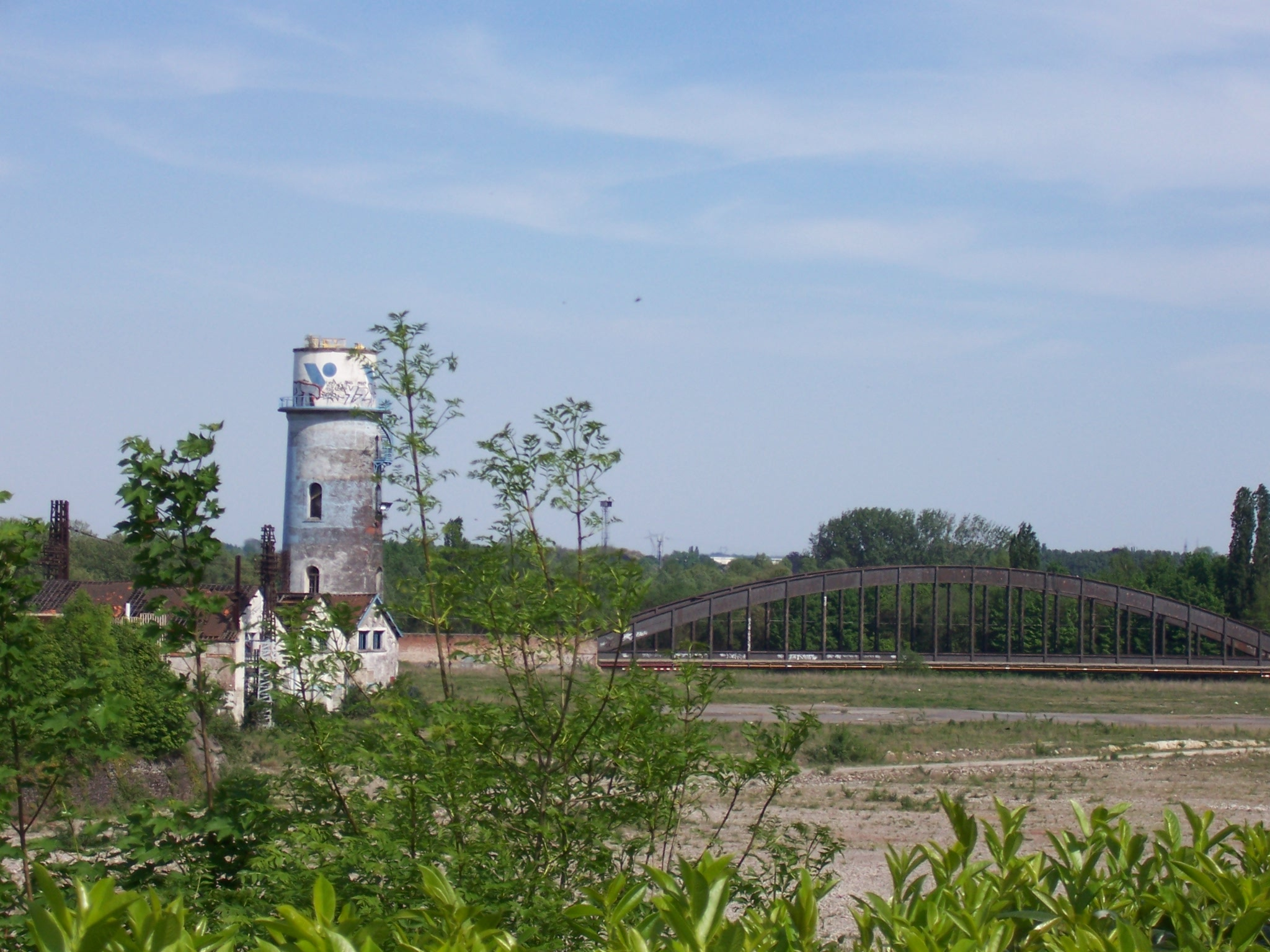
La friche en 2008, après démolition de l'usine « A » de Vallourec.

La réhabilitation des zones industrielles de la ville est entamée depuis plusieurs années[évasif]. La démolition de la dernière aciérie, celle de Vallourec, a été achevée en 2006. Les friches industrielles en résultant sont progressivement transformées par la communauté d'agglomération de Valenciennes Métropole, après des études examinant les diverses pollutions subsistantes.
Le site précédemment occupé par l'usine « B » de Vallourec a été transformé en une zone résidentielle entourée d'espaces verts : les Jardins de Valmont.
Les 23 ha du site principal de Vallourec sont également en cours de réhabilitation depuis 2005 ; certaines installations, comme le château d'eau ou les bureaux d'études, ont été conservées. Situé en zone franche, il est prévu d'y installer sur 10 ha un pôle high-tech réservé aux entreprises de l'image numérique qui devrait voir le jour en 2012 et dont la Chambre de commerce et d'industrie du Valenciennois espère la création de 2 000 emplois,.
L'ancien tracé de la ligne de chemin de fer des Charbonnages, la ligne Somain - Péruwelz, a été partiellement repris pour le trajet du tramway de Valenciennes.

### Logement

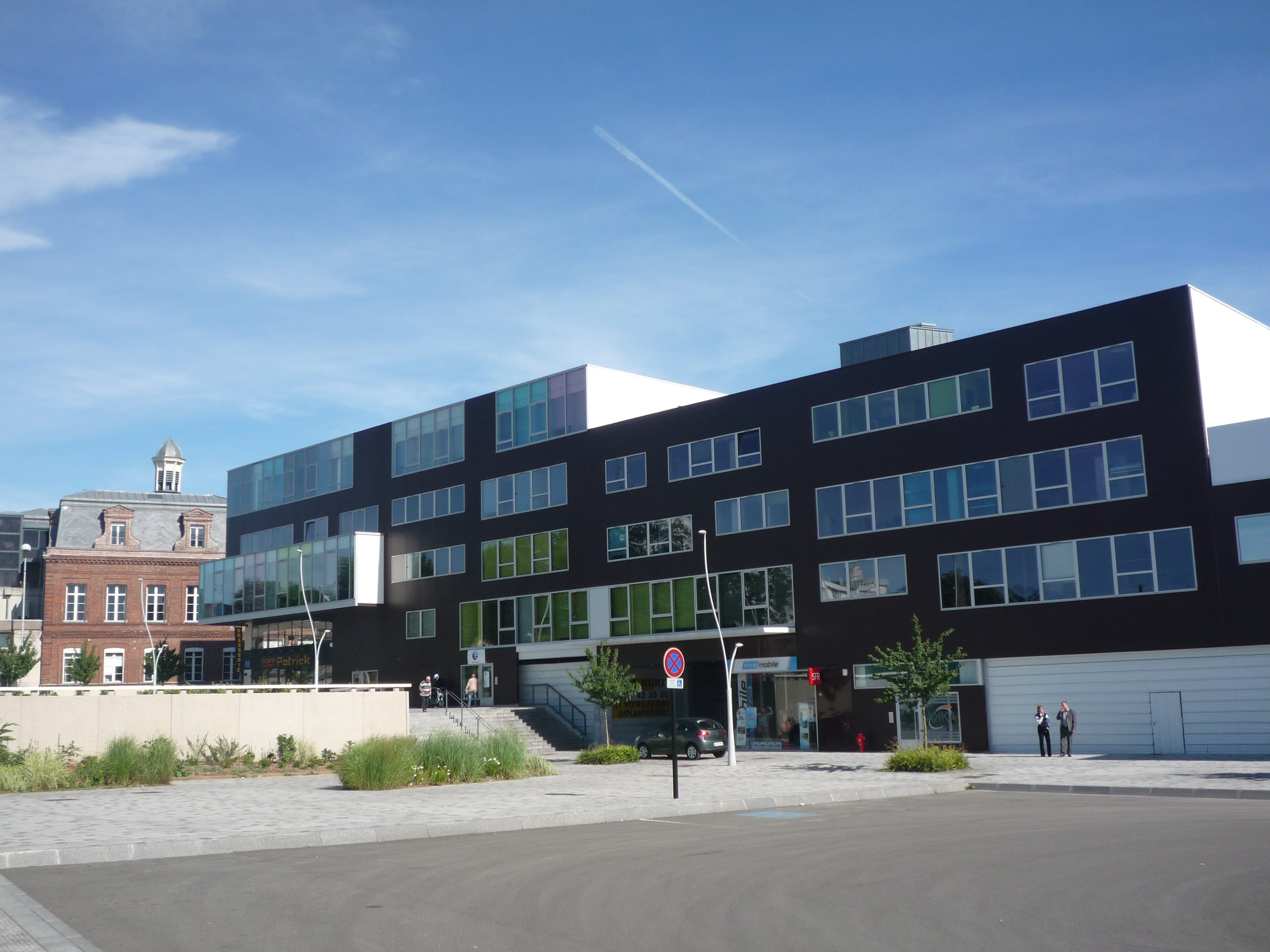
Les Jardins de Valmont.

En 2006, Anzin comptait 5 378 logements, individuels pour plus de 73 %, auxquels s'ajoutaient 465 logements vacants ou secondaires. Parmi eux 63,3 % datent d'avant 1949.
Ce sont dans leur grande majorité des maisons en brique rouge et mitoyennes, construites sur une parcelle étroite et profonde, prolongée par un jardin. Les maisons des corons typiques de l'habitat minier étaient composées de deux grandes pièces carrelées d'environ quatre mètres et demi sur quatre mètres et demi au rez-de-chaussée, et de deux pièces plus petites à l'étage. Elles disposent d'une cave, mais pas de grenier, contrairement aux maisons d'employés construites ultérieurement.
Pour les constructions plus récentes, 24,8 % des logements datent d'entre 1949 et 1974 et 12,9 % d'après 1975.
La réhabilitation ou la reconstruction de plusieurs quartiers ont été entreprises en coopération avec la communauté d'agglomération de Valenciennes Métropole. Sur l'ancien site de l'usine « B » de Vallourec a été construit l'ensemble de 300 logements « les jardins de Valmont », dont la réalisation a été confiée à l'architecte-urbaniste Florence Bougnoux. Une opération de rénovation urbaine du quartier Carpeaux est en cours de 2007 à 2011. Elle prévoit le remplacement de 173 logements par 204 nouveaux logements et la reconstruction du foyer pour migrants de l'Orme ; sa première pierre a été posée en décembre 2008.
Le décret no 96-1156 du 26 décembre 1996 classe trois quartiers d'Anzin en « zone urbaine sensible » : les quartiers Carpeaux, de la Bleuse Borne, et le « Secteur intercommunal » partagé entre Anzin et Valenciennes, qui inclut à Anzin le Coron des Cent Vingt. Ces trois quartiers sont également classés « zones de redynamisation urbaine ».

### Projets d'aménagements
Deux importantes opérations de rénovation urbaine ont concerné :
- le quartier Carpeaux évoqué plus haut. Prévue de 2007 à 2011, elle a été financée par onze partenaires dont l'Agence nationale pour la rénovation urbaine (ANRU) et le conseil régional du Nord-Pas-de-Calais. L'objet de cette opération est de changer le cadre de vie du quartier par la reconstruction de 204 logements[33] et la création d'un lieu de vie central[25] ;
- l'opération du nouveau quartier Valmont se termine avec la construction d'une médiathèque de plus de 1 600 m2[34].

Le quartier La Croix bénéficie du programme national de revitalisation des quartiers anciens dégradés (PNRQAD).
Le projet le plus important est celui du pôle d'excellence numérique des rives de l'Escaut, qui prévoyait pour 2012 ou 2013 l'installation sur la friche de Vallourec d'un centre de recherche appliquée et de transfert de technologie, d'entreprises spécialisées et d'établissements d'enseignement dans ce domaine,.
Concernant les transports en commun, une deuxième ligne de tramway est entrée en service en décembre 2013 et se rend du centre-ville de Valenciennes à Vieux-Condé.

### Voies de communication et transports

#### Voies routières
Les axes principaux traversant Anzin sont :
- la route départementale 935, nommée à Anzin rue Jean-Jaurès. Précédemment classée route nationale 48, elle traverse la ville du sud au nord, menant de Valenciennes à la frontière franco-belge à Péruwelz ;
- la route départementale 169, composée de l'avenue Anatole France et de la rue Henri-Durre. Ancienne route nationale 45, elle traverse Anzin dans un axe sud-est - nord-ouest, reliant Valenciennes à la frontière franco-belge à Maulde.

L'accès à l'autoroute A23 reliant Valenciennes à Lille est situé dans la ville limitrophe de Petite-Forêt, à 2,5 km d'Anzin.
L'autoroute A2, partie intégrante de la route européenne 19 reliant Paris à Amsterdam en passant par Bruxelles, est accessible à 7 km, à l'échangeur no 21.

#### Transports ferroviaires
La gare d'Anzin, sur la ligne de Somain à Péruwelz, a été fermée en 1966 ; la ville est maintenant desservie par la gare de Valenciennes, où des TGV permettent d'effectuer le trajet de Valenciennes à Paris-Gare du Nord en 1 h 40 (douze relations sont proposées en 2010).

#### Accès aux ports et aéroports
Anzin est située à 45 km de l'aéroport de Lille - Lesquin par l'autoroute A23, à 83 km de celui de Bruxelles et à 185 km de Roissy-Charles-de-Gaulle.
Le port de Dunkerque est distant de 126 km, celui de Calais et le tunnel sous la Manche de 159 km.
Un port fluvial situé au nord d'Anzin, entre les communes de Bruay-sur-l'Escaut et Saint-Saulve, exploite le canal de l'Escaut.

#### Transports en commun

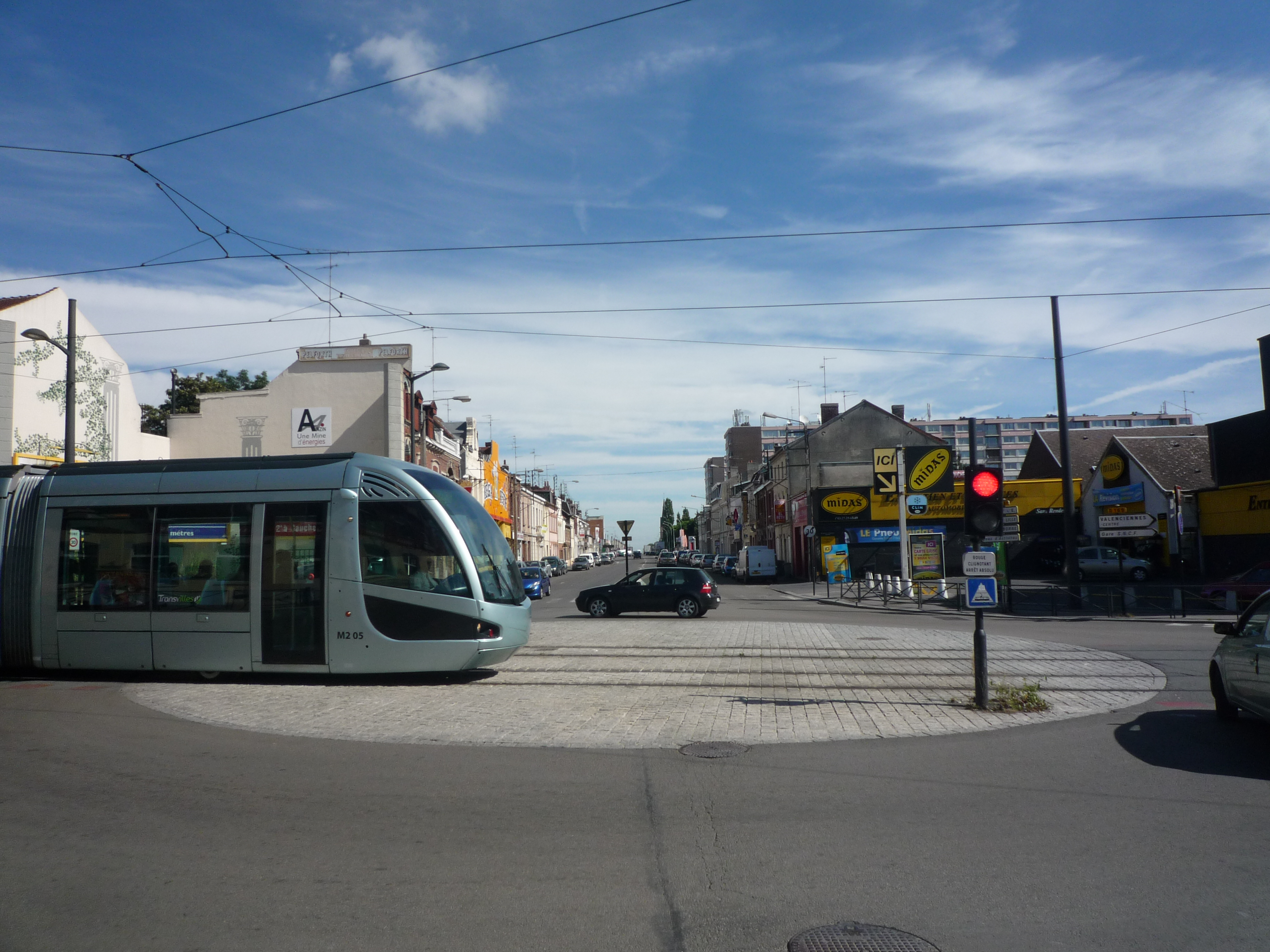
Le tramway à la Croix d'Anzin.

La société Keolis Hainaut Valenciennois, sous le nom commercial Transvilles, est chargée par délégation de service public des transports en commun de la communauté d'agglomération de Valenciennes Métropole.
Les quartiers d'Anzin sont ainsi desservis par la ligne T1 du tramway de Valenciennes qui relie l'université située à Aulnoy-lez-Valenciennes au sud-est de l'agglomération au centre-ville de Denain situé à 18,3 km au sud-ouest en passant par le centre-ville de Valenciennes par le biais des stations Croix d'Anzin et Anzin Hôtel de Ville. Anzin est également desservie par la ligne T2 qui relie la station Vosges située à Valenciennes à Vieux-Condé au nord par le biais des stations André Parent, Centre des Congrès, Les Terrils d'Anzin et Bleuse Borne.
La commune est également par les lignes de bus 2, 12, 13 et S2.

#### Pistes cyclables
Lors de la création du réseau de tramway, des pistes cyclables ont été aménagées le long de son parcours.
Une véloroute, la « Voie Verte des Gueules Noires », reprend le tracé d'une ancienne voie ferrée et permet sur 18 km de rejoindre la frontière franco-belge à Peruwelz.

## Toponymie
Le nom de la localité est attesté sous différentes formes au Moyen Âge : Azinium (à lire * Anzinium) en 877, Anzeng en 1089, Ansaing en 1198, Anzin en 1793.
Il s'agit d'une formation toponymique médiévale basées sur des éléments d'origine germanique, Albert Dauzat et Charles Rostaing proposent le nom de personne Anso, suivi du suffixe -ing et Ernest Nègre, le nom de personne Hanezin pris absolument,.
La commune s'appelle Ansingen en flamand.

## Histoire

### Origines
Même si le site d'Anzin a probablement été habité dès la préhistoire, il ne subsiste pas de vestiges de cette époque, hormis quelques objets de l'âge du bronze. Un temple dédié à Isis aurait été construit sur le mont d'Anzin lors de la conquête des Gaules, puis détruit en 369 par l'empereur Valentinien Ier. À l'époque romaine, l'habitat dans la vallée de l'Escaut était un des plus denses de la région ; le centre urbain le plus proche à 9 km au sud, le Fanus Martis (Famars), était un pôle commercial probablement lié à un sanctuaire et disposant de thermes.

### Un petit village près de Valenciennes
Le village d'Anzin est cité pour la première fois en 877 sous le nom d'Asinium dans l'acte par lequel Charles le Chauve en fait don à sa fille Ermentrude, abbesse d'Hasnon.
À cette époque, la région faisait partie de la Lotharingie, un des royaumes francs issus de la division de l'empire de Charlemagne, et fut attribuée à Charles le Chauve par le traité de Meerssen. Celui-ci en fit un fief héréditaire, le comté de Hainaut.
En 880, le Hainaut subit les invasions des Normands, et l'abbaye d'Hasnon fut détruite. Le traité de Ribemont rattacha la région à la Germanie ; l'Escaut en constituait la frontière. L'histoire du village suivit dès lors l'histoire du comté de Hainaut et plus particulièrement celle de Valenciennes, bien que Baudouin Ier de Hainaut eût confirmé en 1067 la donation d'Anzin à l'abbaye de Hasnon après sa restauration en 1065. Anzin fut érigée en paroisse en 1287.
Au Moyen Âge, cette localité appartient à la banlieue de Valenciennes, sur laquelle cette dernière a autorité directe.
Jusqu'à la fin du XVIIIe siècle, le village compta quelques centaines d'habitants. Situé hors des remparts de Valenciennes, il regroupait ses maisons le long de la route allant d'Anzin à Saint-Amand, ainsi que sur celle de Beuvrages. L'église fut érigée dès l'origine à son emplacement actuel, où elle fut plusieurs fois reconstruite. Près de la route menant à Condé-sur-l'Escaut, des carrières de craie furent exploitées dès le Moyen Âge ; elle ne fut bordée de constructions qu'après la découverte de la houille. De même, le mont d'Anzin ne comportait pas d'habitations : surplombant légèrement Valenciennes, il fut à maintes reprises le lieu de campement des armées lors des guerres qui ont ravagé la région. Il était également réputé être le lieu de sabbat de sorcières.
À l'est du village s'étendait une zone marécageuse, les marais de l'Épaix et du Noir-Mouton. Vers 1452 fut creusé un canal longeant ces marais. Nommé « Riviérette », il détournait une partie des eaux de l'Escaut, qui traversait à cette époque la ville de Valenciennes, jusqu'au lieu-dit de « la Folie » à Bruay-sur-l'Escaut. C'est le tracé de ce premier canal qui fut repris trois siècles plus tard pour créer le canal de l'Escaut.

Les troupes espagnoles sur le Mont d'Anzin lors du siège de Valenciennes en 1567.

Vers 1560, la doctrine calviniste se diffusa dans les Pays-Bas du Sud. Dans la région de Valenciennes, des prêches furent organisés en plein air au mont d'Anzin par des prédicateurs comme Guy de Brès. En 1566, lors de la crise iconoclaste de la révolte des gueux, des édifices religieux furent saccagés et pillés, et le calvaire de la Croix d'Anzin abattu,.
Dans la répression qui s'ensuivit et le Siège de Valenciennes de 1567, le mont d'Anzin fut occupé par les troupes espagnoles de Philippe de Noircarmes, gouverneur du Hainaut. Ce siège, qui dura de décembre 1566 à mars 1567, est parfois considéré comme la première bataille de la guerre de Quatre-Vingts Ans, au terme de laquelle les Provinces-Unies gagnèrent leur indépendance. Ce ne fut pas le cas de Valenciennes, qui fut prise le 23 mars 1567 et resta sous domination espagnole. La paix ne revint pas pour autant, et pendant plus d'un siècle la ville et sa région furent un des enjeux des conflits entre le royaume de France et les Pays-Bas espagnols.
Les soldats des deux camps, sans intendance, vivaient de pillages et la région connut plusieurs famines, accompagnées d'une nouvelle épidémie de peste en 1645.
C'est surtout à l'époque de Louis XIV qu'Anzin fut touchée par de nouvelles batailles. Pendant la Fronde, elle fut successivement occupée en 1651 par les soldats espagnols, puis par les troupes françaises commandées par Henri de La Ferté-Senneterre, et à nouveau par les armées françaises lors du siège de Valenciennes en 1656, où Henri de La Tour d'Auvergne, vicomte de Turenne échoua à prendre la ville.
Puis, lors de la guerre de Hollande, ce furent cette fois des troupes dirigées par le Guillaume III d'Orange-Nassau, prince d'Orange qui occupèrent le village, auxquelles succédèrent celles de Vauban. La ville de Valenciennes fut prise au terme du siège qui dura de novembre 1676 au 17 mars 1677. En 1678, quand le rattachement de Valenciennes et sa banlieue à la France fut scellé par le traité de Nimègue, la région était exsangue.
En 1699, quelques années avant la découverte de la houille qui allait changer son avenir, Anzin était un petit village rural, qui ne comptait plus que 61 maisons pour 248 habitants, un moulin à blé, un moulin à huile, et élevait 165 bêtes à cornes. La route menant à Condé était un chemin boueux jusqu'à ce que le duc de Croy, lassé de s'y embourber, la fît paver en 1733.

### La découverte du charbon
Le rattachement au royaume de France consécutif au traité de Nimègue fut confirmé en 1713 par le traité d'Utrecht qui fixa la frontière de façon à peu près définitive après la mort de Louis XIV.
Ce rattachement posa problème à quelques industries implantées dans la région : leur approvisionnement en charbon dans le Borinage était compliqué et renchéri par le fait qu'il était de l'autre côté de la frontière, aux Pays-Bas autrichiens. Parmi ces industriels, la famille Désandrouin, de Lodelinsart, possédait une verrerie à Fresnes. Le vicomte Desandrouin était convaincu que la veine du gisement houiller se poursuivait dans le sous-sol côté français et obtint l'autorisation en 1716 d'entamer des recherches. Elles furent extrêmement difficiles, car le gisement n'affleurait pas en surface et il fallait donc creuser un peu au hasard. Une première veine de quatre pieds fut découverte en 1720 par Jacques Mathieu à Fresnes-sur-l'Escaut, mais il s'agissait d'un charbon maigre, qui n'était pas apte à tous les usages. C'est pourquoi les travaux furent poursuivis en creusant de nouvelles fosses, mais en se déplaçant vers l'est, vers la région de Valenciennes.

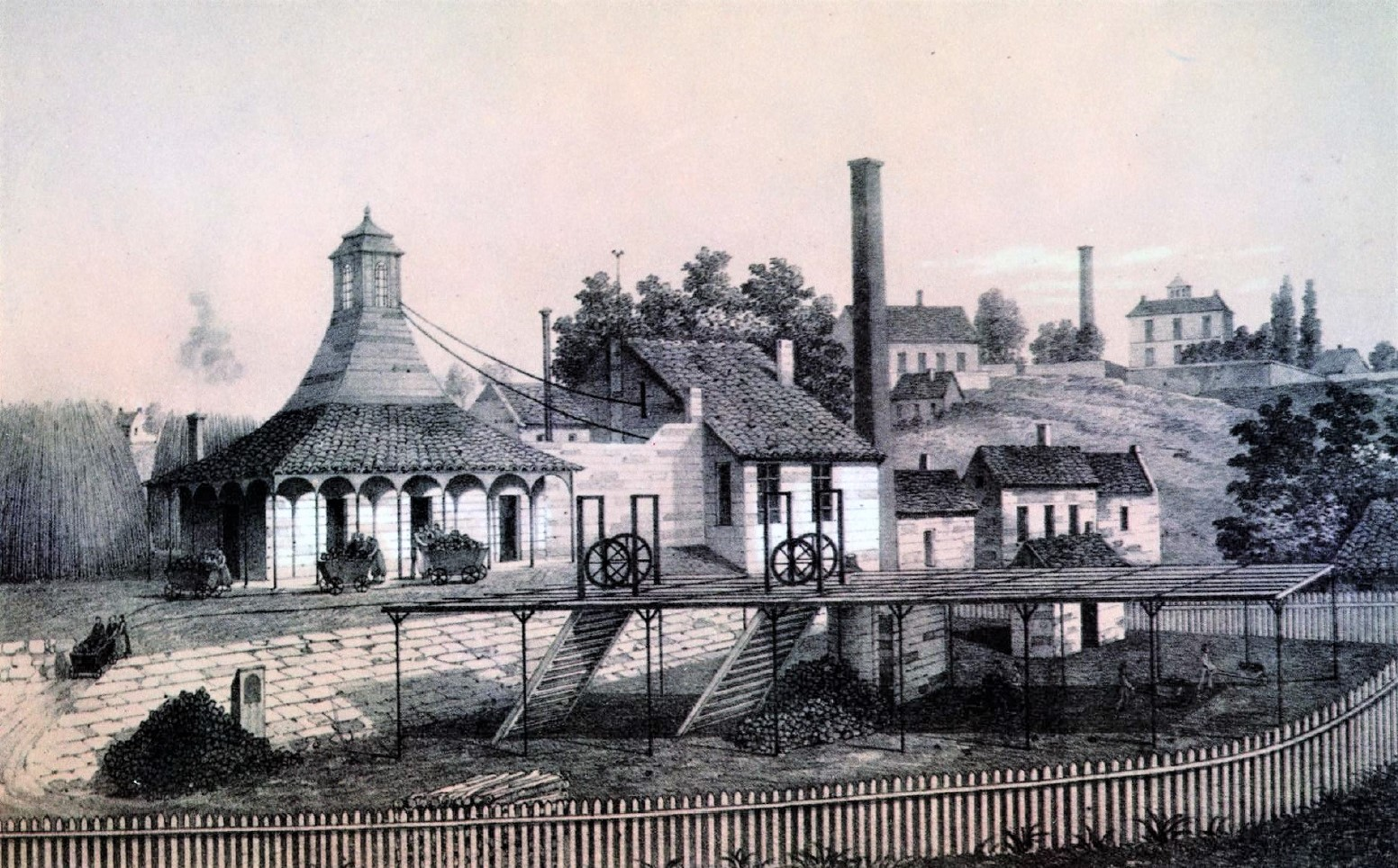
La fosse du Chauffour fut en activité de 1762 à 1878.

C'est le 24 juin 1734 que l'ingénieur Pierre Mathieu découvrit à Anzin, près de la route menant de la Croix d'Anzin vers Condé, une houille qui pouvait servir à tous les usages. L'exploitation commença rapidement : Jacques Desandrouin fit venir de la région de Charleroi 200 familles de mineurs, et en 1740, la fosse de la Barrière, installée à la Croix d'Anzin, était déjà la 7e sur le territoire de la commune. En 1757, la compagnie des mines d'Anzin fut créée, réunissant les découvreurs Désandrouin et Taffin, les seigneurs hauts-justiciers faisant désormais valoir leurs droits sur le sous-sol.
La Riviérette qui longeait la ville servait à l'évacuation des eaux d'exhaure ; un port y fut créé dès 1752 pour le transport de houille et de matériaux liés à l'activité de la Compagnie des Mines. De 1770 à 1780, furent menés des travaux de création du canal de l'Escaut, reprenant le tracé de la Riviérette puis reliant Valenciennes à Cambrai. L'écluse Folien y fut installée en 1784. Un pont-mobile, le pont Jacob, fut construit dans le quartier de l'Écorchoir (qui faisait à l'époque partie du territoire d'Anzin) ; l'Escaut fut dès lors navigable depuis Cambrai jusqu'à la mer du Nord.
La découverte de la houille avait transformé Anzin en une petite ville industrielle vivant de la mine et où s'étaient déjà installées verreries, fonderies et fabrique de clous. La population s'accrut rapidement, en grande partie d'origine belge, et atteignait près de 3 000 habitants en 1789. La Compagnie des mines d'Anzin, encore dirigée par des membres de la famille Mathieu, essayait de fidéliser ses mineurs en offrant des salaires corrects par rapport aux autres ouvriers de l'époque, et en leur fournissant du charbon gratuitement ; elle favorisait également la construction de logements, installés de façon assez anarchique autour des différentes fosses.

### L'époque de la Révolution française et de l'Empire
Lors de la Révolution française de 1789, la Compagnie des mines d'Anzin est nationalisée comme bien national, et tandis que ses anciens actionnaires émigrent, la direction est prise en charge par un agent général.
En 1793, Valenciennes connait un nouveau siège par les armées autrichiennes et anglaises. Quand l'avant-poste du mont d'Anzin est abandonné par le recul des troupes françaises du général Kilmaine, les canons autrichiens y sont installés et bombardent Valenciennes pendant 40 jours. Anzin est également ravagée par les combats, une grande partie de la ville, dont les installations de la mine, est détruite et la population affamée. Le 30 juillet 1793, la ville de Valenciennes est prise par les Autrichiens, mais ceux-ci durent se retirer quelques mois plus tard. Anzin est reprise par l'armée française le 26 août 1794.
Après les destructions du siège et des autres combats, la ville ne se reconstruit que lentement ; il en alla de même pour les installations de la compagnie des mines, d'autant qu'avec le rattachement napoléonien de la Belgique à la France, elle était de nouveau concurrencée par les charbonnages de la région de Mons. Elle ne retrouve son niveau de production d'avant la Révolution qu'après la chute de l'Empire.

### La ville minière auXIXesiècle
La Restauration crée un contexte économique favorable au développement des industries du Nord, entre autres par son protectionnisme. La Compagnie des mines devient une société importante, comptant parmi les membres de son conseil d'administration des personnalités politiques influentes.
À cette époque, le bourg connait des refontes d'urbanisme importantes. En 1825, le quartier de l'Écorchoir — qui est maintenant nommé Faubourg de Lille — est rattaché à Valenciennes, ramenant la limite de la commune à la Croix d'Anzin, de même que les rues Renan et du Chemin-Vert sont rattachées à Bruay. En 1826, les premiers corons sont construits. En dépit de la présence des fosses et des premières industries, Anzin est alors un bourg qui conservant un caractère rural, où est encore construit un abreuvoir en 1838.
Les accidents sont nombreux dans les fosses. En 1823, la catastrophe du Chaufour, un des premiers coups de grisou, fait une vingtaine de victimes, ce qui suscite beaucoup d'émotion. En 1832, l'arrondissement de Valenciennes est touché par la deuxième pandémie de choléra, et le manque de compassion de leur direction lors de ces coups du sort affecte les mineurs. En 1833, ils entament une grève connue sous le nom d'« émeute des Quatre sous », la revendication étant l'annulation d'une baisse de salaire de ce montant décidée par la compagnie. Au bout de quatre jours de grève, et d'occupation du siège, la compagnie des mines fait appel à la troupe, et 3 000 soldats occupent les corons et les fosses. Les mineurs reprennent le travail sans avoir rien obtenu. Les meneurs sont jugés pour coalition, et condamnés pour certains à des peines légères ; mais les journaux se faisant l'écho du procès révélèrent la condition des mineurs, et la Compagnie finit par céder sur la question de salaire.

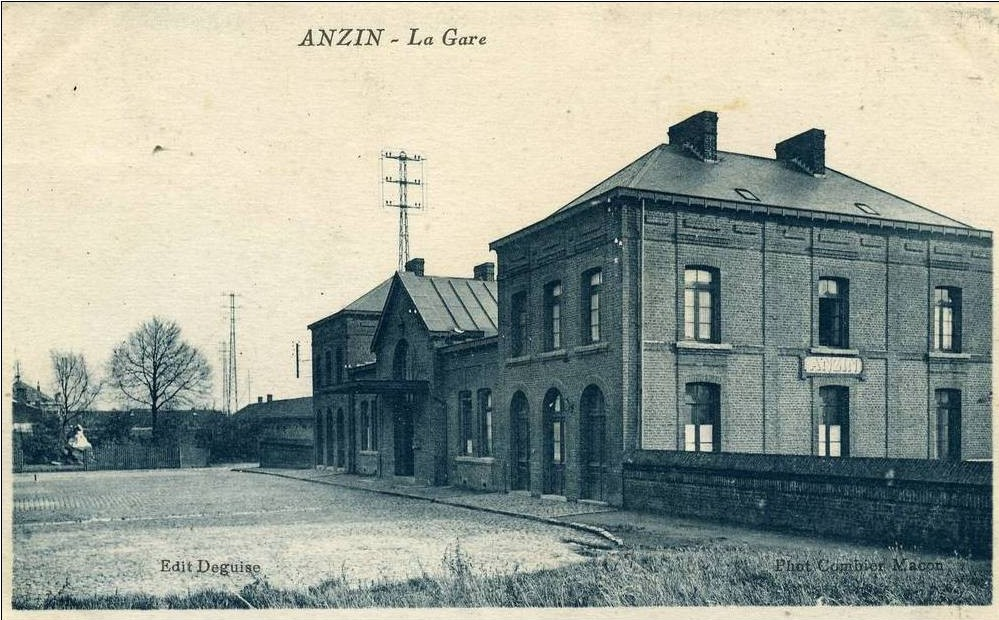
La gare d'Anzin de la Compagnie des mines au début du XXe siècle.

La compagnie des mines développe diverses innovations qui transforment la ville. En 1835, une première locomotive à vapeur sort de ses ateliers, et un chemin de fer est mis en service. La première ligne voyageur de la compagnie ouvre en 1838, et en 1842 une gare est construite à Anzin, desservant le tronçon Anzin - Saint-Waast,, prolongé ensuite jusqu'à Somain et Péruwelz en Belgique. L'exploitation de ce chemin de fer de Somain à Peruwelz était assurée par la Compagnie des Mines d'Anzin. Au cours du XIXe siècle, plusieurs usines s'implantent dans la ville : en 1834, les frères Léon et Paulin Talabot créent les Forges et Laminoirs d'Anzin, qui fusionnèrent en 1849 avec les forges de Denain sous le nom de Forges et aciéries de Denain-Anzin.
Ces industriels ont le même type de gestion paternaliste que les propriétaires des mines, et construisent eux aussi des logements pour les louer à leurs ouvriers. En 1853, la société des Forges fait appel à des sœurs de Saint Vincent de Paul pour mettre en place diverses œuvres sociales, et en 1854, elles ouvrent une école de garçons et une école de filles qui fonctionnent jusqu'en 1906, ainsi qu'une salle d'asile.
La compagnie des Mines crée à cette époque une coopérative de consommation, la Socoma (société coopérative des mineurs d'Anzin) ; elle construit le « coron des Cent Vingt », qui est présenté à l'exposition universelle de 1867 comme un modèle de salubrité et de confort. Ces maisons sont pour la plupart dotées d'un jardin, ce qui, outre le fait de proposer un complément de ressources aux mineurs, a pour but avoué de les détourner de la fréquentation de l'estaminet. Dans le même esprit, ces sociétés parrainent les associations colombophiles, sociétés de tir à l'arc ou sociétés philharmoniques.
En 1881, la compagnie des tramways de Valenciennes met en service une première ligne de tramway à vapeur reliant Anzin à Raismes, puis l'année suivante à Condé-sur-Escaut et Saint-Amand-les-Eaux. En 1882 est fondée la tuyauterie Escaut-et-Meuse.

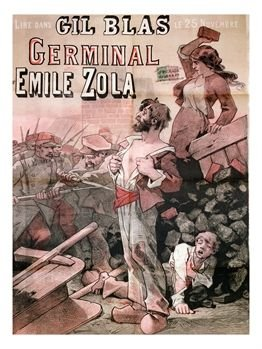
Germinal.

Depuis la découverte de la continuation du gisement houiller dans le Pas-de-Calais en 1841, la société des mines, qui se trouvait jusque-là en situation de quasi-monopole, est soumise à plus forte concurrence, face à des sociétés plus modernes. Répercutant sur son personnel les nouvelles contraintes de rentabilité, elle connaît plusieurs grèves dans la seconde moitié du XIXe siècle, qui affectent la ville d'Anzin dont elle demeure le principal employeur, et où les corons sont occupés par la troupe à plusieurs reprises.
En 1883, Émile Basly crée à Anzin le premier syndicat de mineurs. C'est en 1884 qu'éclate la « grande grève des mineurs d'Anzin » contre un changement d'organisation : le boisage de galeries, jusque-là confié aux raccommodeurs fut affecté aux mineurs de fond eux-mêmes. Non seulement cela leur faisait un manque à gagner, puisqu'ils étaient payés à la quantité de houille remontée, mais de plus cela privait d'emploi les mineurs les plus âgés, à qui étaient traditionnellement attribuée la tâche de raccommodeur. Dès le début de la grève, le renvoi de 140 syndicalistes durcit le conflit.
Elle regroupe plus de 10 000 grévistes pendant 56 jours et, répercutée par la presse, a un retentissement national. C'est à cette occasion qu'Émile Zola vient se documenter à Anzin pour son roman Germinal. Mais la compagnie des mines ne cède pas, et le 17 avril les mineurs doivent reprendre le travail. Une conséquence de cette grève est l'autorisation des syndicats par la loi Waldeck-Rousseau, mais paradoxalement, il faut attendre 1898 pour qu'un syndicat existe de nouveau à Anzin.

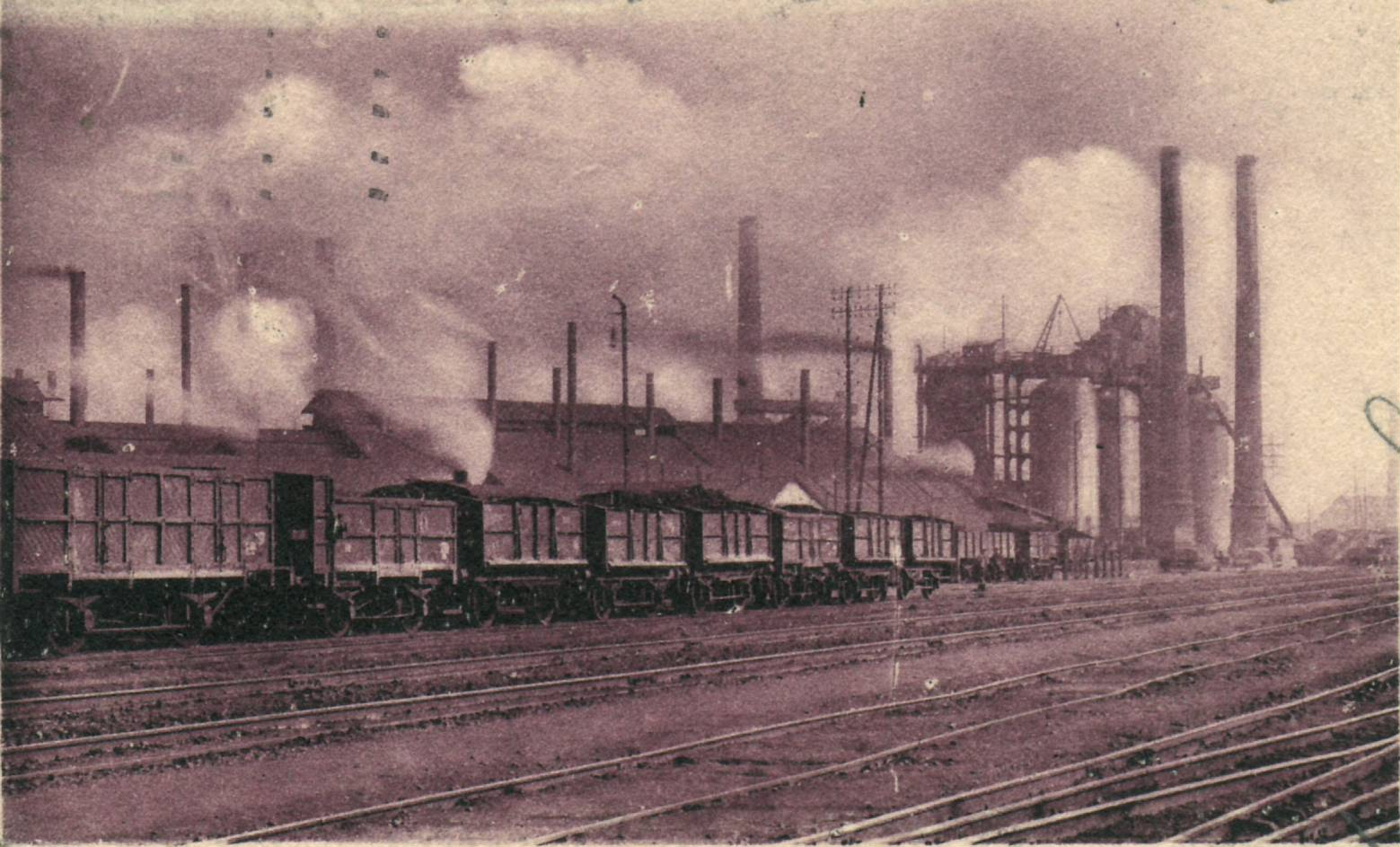
Les hauts fourneaux de l'une des aciéries, avant la Première Guerre mondiale.

En 1900, Anzin est une ville industrielle dont certaines infrastructures sont alors considérées comme à la pointe du progrès et présentées comme telles à l'exposition universelle de 1900 ; elle est en même temps décrite de manière assez lugubre dans les publications de l'époque : « Anzin ressemble à Denain par ses pavillons de mines, ses vastes établissements métallurgiques, forges, aciéries, fonderies, tuyauteries, fabriques de chaînes, de clous … ses groupes d'habitations ouvrières, basses, enfumées à peine égayées de quelques maisons bourgeoises, ses rues interminables … D'Anzin à Fresnes, même paysage ou plutôt même absence de paysage : rues sans fin, trottoirs sillonnés de tramways, cheminées géantes, maisons basses alignées le long de la route. ».
Elle compte alors 14 400 habitants, soit trois fois plus qu'en 1850.

### La ville industrielle dans les deux guerres mondiales
Lors la Première Guerre mondiale, Anzin fut occupée par l'armée allemande dès le 25 août 1914, et un couvre-feu instauré. Située dans la « zone d'étape », qui comprenait toutes les compagnies du Nord, la compagnie des mines d'Anzin reprend l'exploitation au bout de quelques semaines en partie avec du personnel réquisitionné et sous le contrôle étroit de la Bergverwaltung. Sa production est cependant à cette époque inférieure de 30 % à celle de 1913. L'exploitation industrielle est par contre arrêtée : les usines de la Société des Forges sont totalement démolies, les machines et ferrailles étant récupérées au profit de l'industrie allemande ; l'usine Escaut-et-Meuse fut transformée en atelier de réparation de canons,. Des réquisitions s'appliquent, des matériaux industriels aux produits de première nécessité.
L'armée allemande, au moment de la débâcle de 1918, détruit systématiquement les puits de mine, comme dans l'ensemble du bassin minier. Le clocher de l'église est également abattu afin qu'il ne puisse servir de poste d'observation,. Le 13 octobre 1918, la population fut évacuée en Belgique ; la ville fut libérée le 1er novembre.
La ville d'Anzin reçoit la croix de guerre 1914-1918 le 30 janvier 1923.

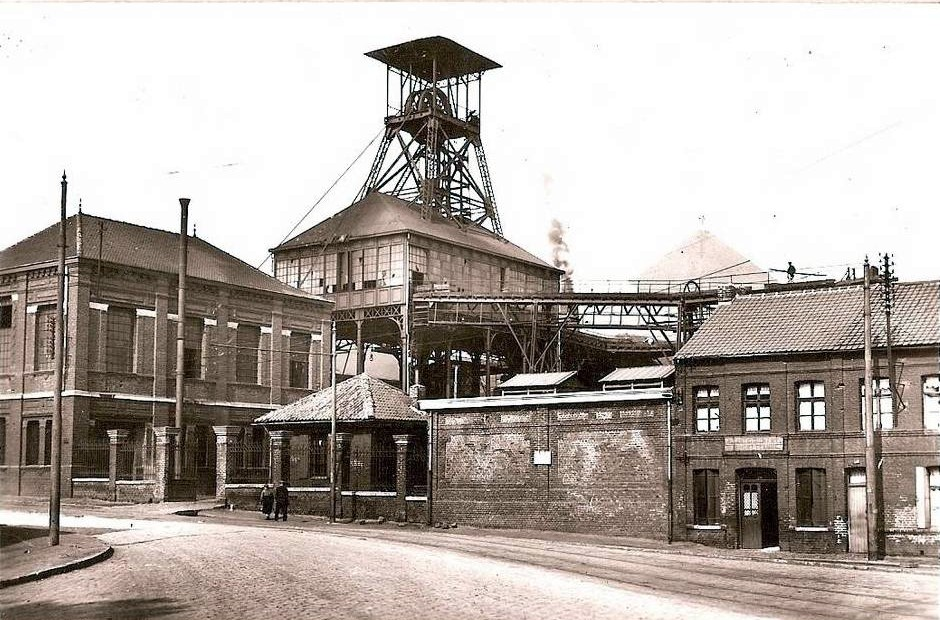
La fosse de la Bleuse-Borne en 1920.

Après la guerre, la reconstruction est assez rapide et fait appel de façon massive à l'immigration, en particulier polonaise, pour compenser la baisse de population due à la guerre, et s'adapter à la nouvelle législation limitant la journée de travail à huit heures. La ville compte 16 000 habitants en 1931.
La crise des années 1930 entraîne des réductions d'effectifs, qui concerne d'abord ces immigrés. Le 16 février 1935, l'extraction houillère cesse sur le territoire d'Anzin, par l'arrêt de l'extraction au dernier puits à la Bleuse Borne ; l'activité minière continue cependant dans la ville où demeuraient les ateliers du « chantier des mines ». Le puits Bleuse Borne est remblayé en 1953, après avoir servi à aérer les travaux du fond de la Fosse Thiers.
Lorsque survint la Seconde Guerre mondiale, Anzin est défendue pendant la Fall Gelb par la 15e DI, installée au mont d'Anzin à partir du 23 mai 1940. Les ponts entre Anzin et Valenciennes sont détruits, et après trois jours de combat, les deux villes sont occupées. Les populations évacuées vers le sud à cette époque reviennent avec difficulté après l'Armistice du 22 juin 1940 dans ce qui était désormais la zone interdite, rattachée à l'administration militaire de Bruxelles.
Anzin, comme toute la région, connaît une lourde occupation militaire et un contrôle des entreprises industrielles. Des réquisitions de main d'œuvre ont lieu dès la fin 1940. En 1942, après l'échec de la Relève visant à recruter des travailleurs volontaires pour l'Allemagne en échange du retour de prisonniers français, une partie des ouvriers de la Société des Forges et de la tuyauterie Escaut-et-Meuse fut envoyée dans les usines Mannesmann, un peu avant la mise en place du STO.
La ville subit des bombardements en mai et juin 1944, aux abords de l'usine Escaut-et-Meuse, au cours desquels 72 civils sont tués. Anzin est libérée le 2 septembre 1944 par des colonnes de l'armée américaine se dirigeant vers la Belgique.

### La fin des mines et de la sidérurgie

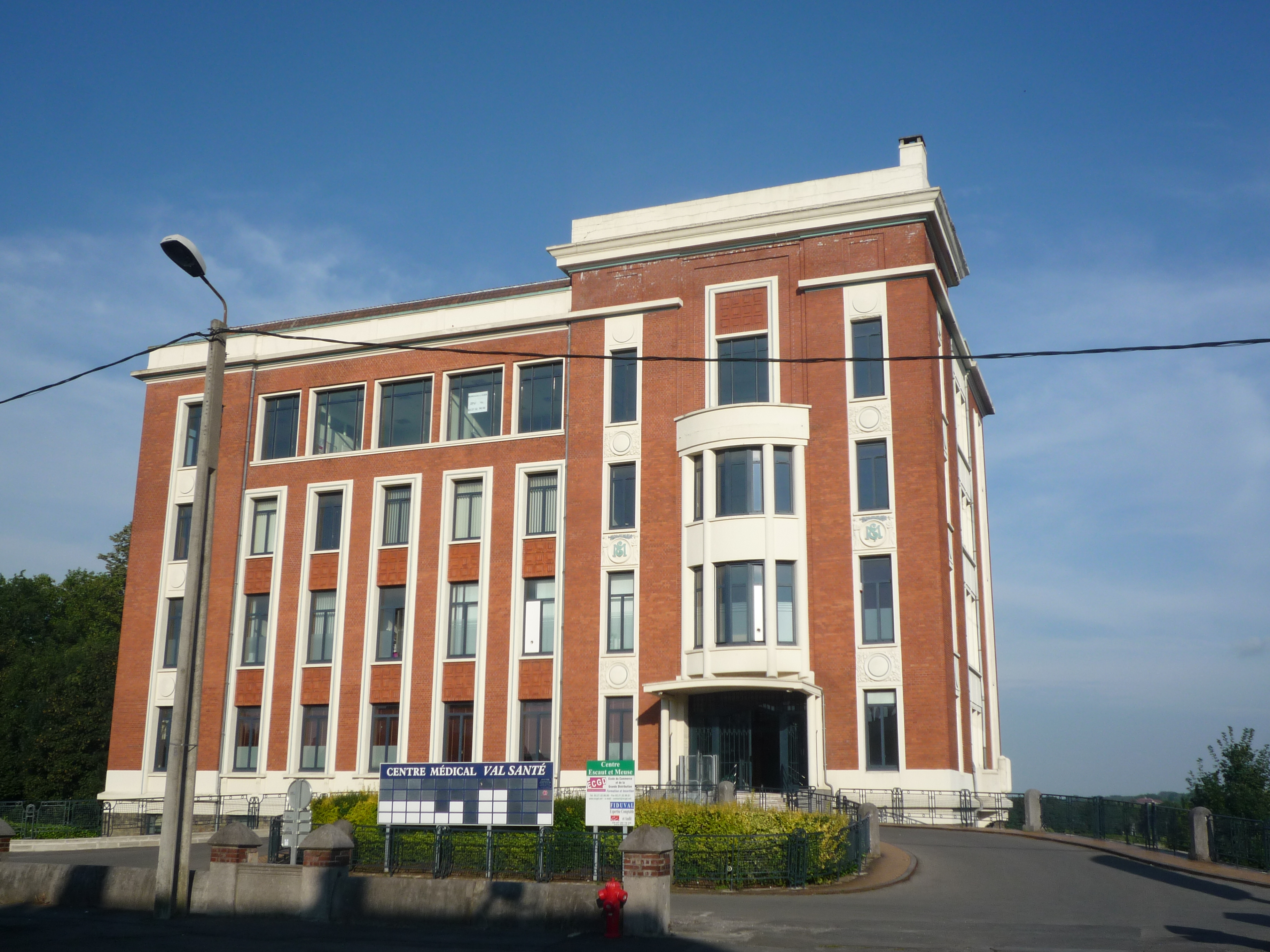
Les bureaux d'études de Vallourec, dernier bâtiment subsistant d'un complexe industriel qui employait plus de 10000 ouvriers, sont désormais transformés en centre médical.

En 1946, la compagnie des mines d'Anzin est nationalisée, comme celles de l'ensemble du bassin, pour former les Houillères du Nord-Pas-de-Calais. Les Ateliers centraux de la Compagnie d'Anzin (plus communément appelés « Chantier des Mines ») deviennent ceux du Groupe de Valenciennes des H.B.N.P.C. Après leur mobilisation dans la « bataille du charbon » destinée à relever la production au plus vite, les mineurs obtiennent un statut particulier leur accordant entre autres le logement gratuit, ainsi qu'aux retraités et aux veuves de mineur.
À la même époque, la sidérurgie connut un développement rapide, et les entreprises, bénéficiant des financements du plan Marshall, modernisent d'autres usines de la région. En 1948, la Société des forges de Denain-Anzin fusionne avec la Société des Forges et Acieries du Nord et de l'Est pour fonder Usinor. En 1953, les usines Escaut-et-Meuse fusionnent également avec deux autres entités pour former le groupe Lorraine-Escaut ; les usines d'Anzin deviennent son département tubes, principal producteur français de tubes sans soudure.
À la fin des années 1950, l'exploitation minière entre dans sa période de déclin, amenant le gouvernement à étudier dès 1960 un plan de régression de la production charbonnière, le plan Jeanneney.
Quand la sidérurgie française connait ses premières difficultés en 1966, de nouvelles restructurations amenent à l'absorption de Lorraine-Escaut par Usinor. L'année suivante, elle filialise les usines à tubes, dont les anciennes Escaut-et-Meuse, en les regroupant dans la société Vallourec.
Quand survient le premier choc pétrolier, les dirigeants ne perçoivent pas immédiatement l'ampleur de la crise, et relancent leurs investissements. Les subventions du 1er plan acier de 1976 ne font que retarder l'échéance ; Usinor est au bord de la faillite. En décembre 1978, les manifestations contre la casse de la sidérurgie rassemblèrent plus de 100 000 personnes dans le Valenciennois. Les usines ferment l'une après l'autre, dont les principales, l'usine A de Vallourec en 1979, et l'aciérie Usinor en 1981. En quelques années, le Valenciennois perdit 80 % de ses emplois dans le secteur de la sidérurgie. La dernière usine Vallourec ferme en 1991. En 1999, la ville d'Anzin connait un taux de chômage de 30 %.
En 2020, plus de la moitié des habitants de la ville habitent au sein d'un quartier classé prioritaire, soit 7 300 habitants, avec un taux de pauvreté atteignant jusqu'à 47 % de la population, et la ville bénéficie ainsi d'une large zone franche urbaine, couvrant 80 % de la ville,.

## Politique et administration

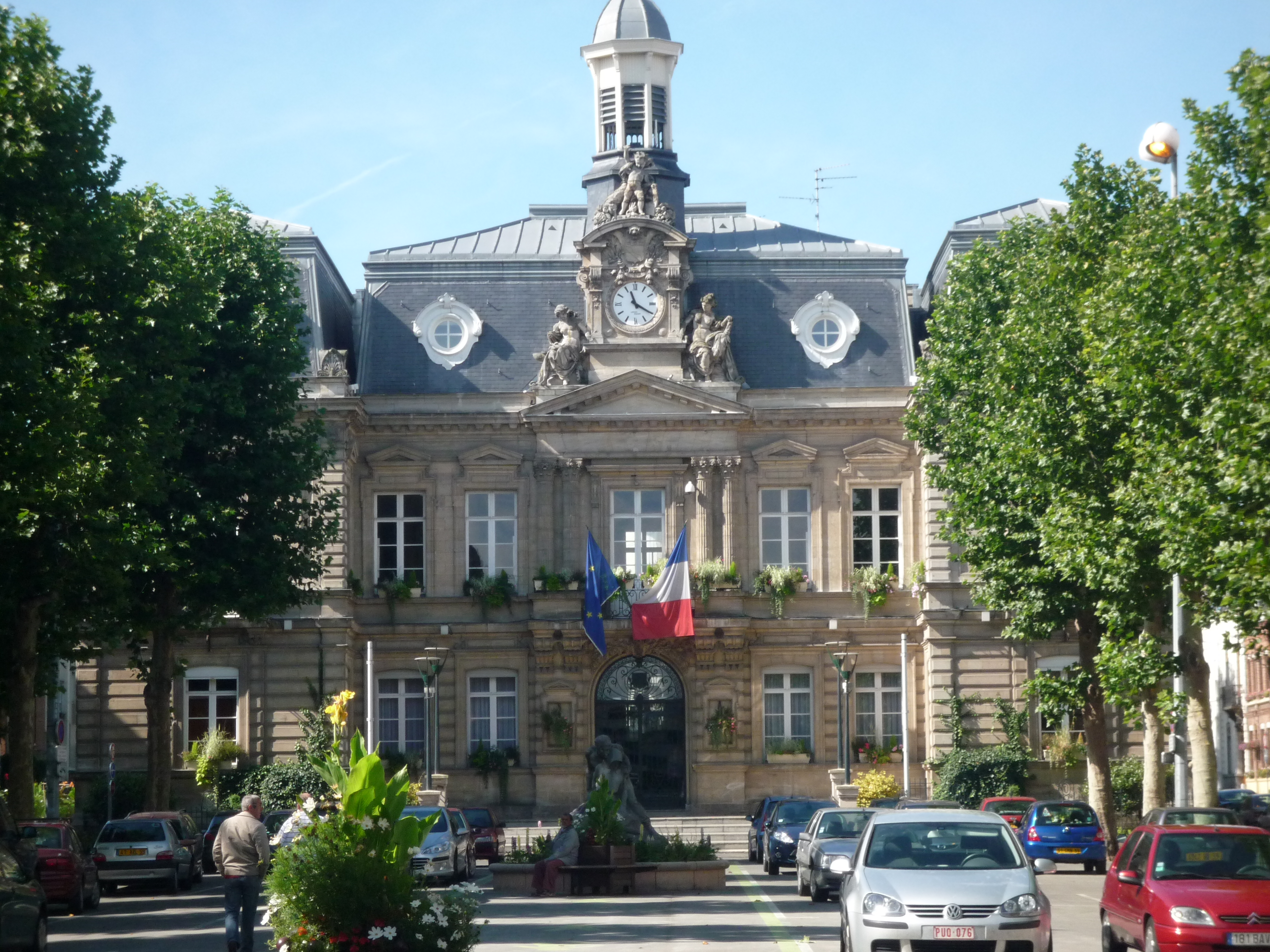
La mairie.

### Européennes de 2024
Aux élections européennes du 9 juin 2024, Jordan Bardella (Rassemblement national)  arrive en tête et en hausse de 6,6 points[réf. nécessaire] (50,61% contre 44,07% en 2019),, dans le sillage des 7 points gagnés au niveau national. Dans cette commune, Manon Aubry arrive deuxième (12,61% contre 8,59% en 2019), la liste du PCF n'étant que 3e avec 8,61% (contre 5,23% en 2019),. La participation est en légère hausse, à 41,52% contre 40,45%,, mais reste inférieure de onze points à la moyenne nationale (52,50%). Dans le département du Nord, la liste Bardella progresse en général de près de 8 points, contre 6 en moyenne nationale, à 37,34 contre 29,56%,, notamment dans d'autres villes minières comme Denain, Lourches ou Saint-Amand-les-Eaux.

### Rattachements administratifs et électoraux
Anzin est située depuis 1824 dans l'arrondissement de Valenciennes du département du Nord.
Pour l'élection des députés, elle fait partie de la vingtième circonscription du Nord.
Anzin faisait partie de 1801 à 1982 du canton de Valenciennes-Est. En 1982 est créé le canton d'Anzin, dont la commune était le chef-lieu. Dans le cadre du redécoupage cantonal de 2014 en France, la commune devient le bureau centralisateur de ce canton, dont la composition est modifiée, passant de 4 à 6 communes.
Anzin dispose des équipements administratifs traditionnels d'un chef-lieu de canton[réf. nécessaire], tels que trésorerie, police municipale et bureau de poste, ainsi que d'une caserne de pompiers.
La ville et son canton relèvent de la compétence des tribunaux de Valenciennes, où sont situés le tribunal d'instance, le tribunal de grande instance et le tribunal de commerce.

### Intercommunalité
Anzin fait partie de la communauté d'agglomération de Valenciennes Métropole, créée fin 2000.

### Tendances politiques et résultats
Tandis que Valenciennes est traditionnellement une ville « de droite », Anzin a longtemps été un fief du parti socialiste. Depuis la Libération de la France se sont succédé Raymond Lallart, André Gillard pour trois mandats, puis André Parent (PS) pour trois mandats également.
En mars 2001, une liste de divers droite, l'Union des démocrates pour la sauvegarde d'Anzin (UDSA) fit basculer la majorité municipale et installa Géry Duval (DVD) à la mairie. À la même époque, les Anzinois continuaient cependant à accorder leur vote au parti socialiste et au PC lors des élections nationales et européennes ; d'autre part le Front national obtint de 18 % jusqu'à 30 % des voix.
Géry Duval ne fut pas réélu en 2008, il a été remplacé par Pierre-Michel Bernard, soutenu par une liste regroupant parti socialiste, MoDem, mais aussi des citoyens engagés dans les associations locales comme l'association citoyenne Anzin pour tous,.
Lors du premier tour des élections municipales le 15 mars 2020, trente-trois sièges sont à pourvoir ; on dénombre 8 525 inscrits, dont 2 962 votants (34,74 %), 31 votes blancs (1,05 %) et 2 877 suffrages exprimés (97,13 %). La liste Unis pour réussir, étiquetée divers gauche, menée par le maire sortant Pierre-Michel Bernard recueille 2 095 voix (72,82 %) soit vingt-neuf sièges. La liste divers droite Oui je veux changer ma ville menée par Nicolas Ferhring obtient quatre sièges avec 782 voix (27,18 %).

### Administration municipale
Le nombre d'habitants à Anzin étant supérieur à 9 999 et inférieur à 20 000, le nombre de conseillers municipaux est de 33.

### Liste des maires

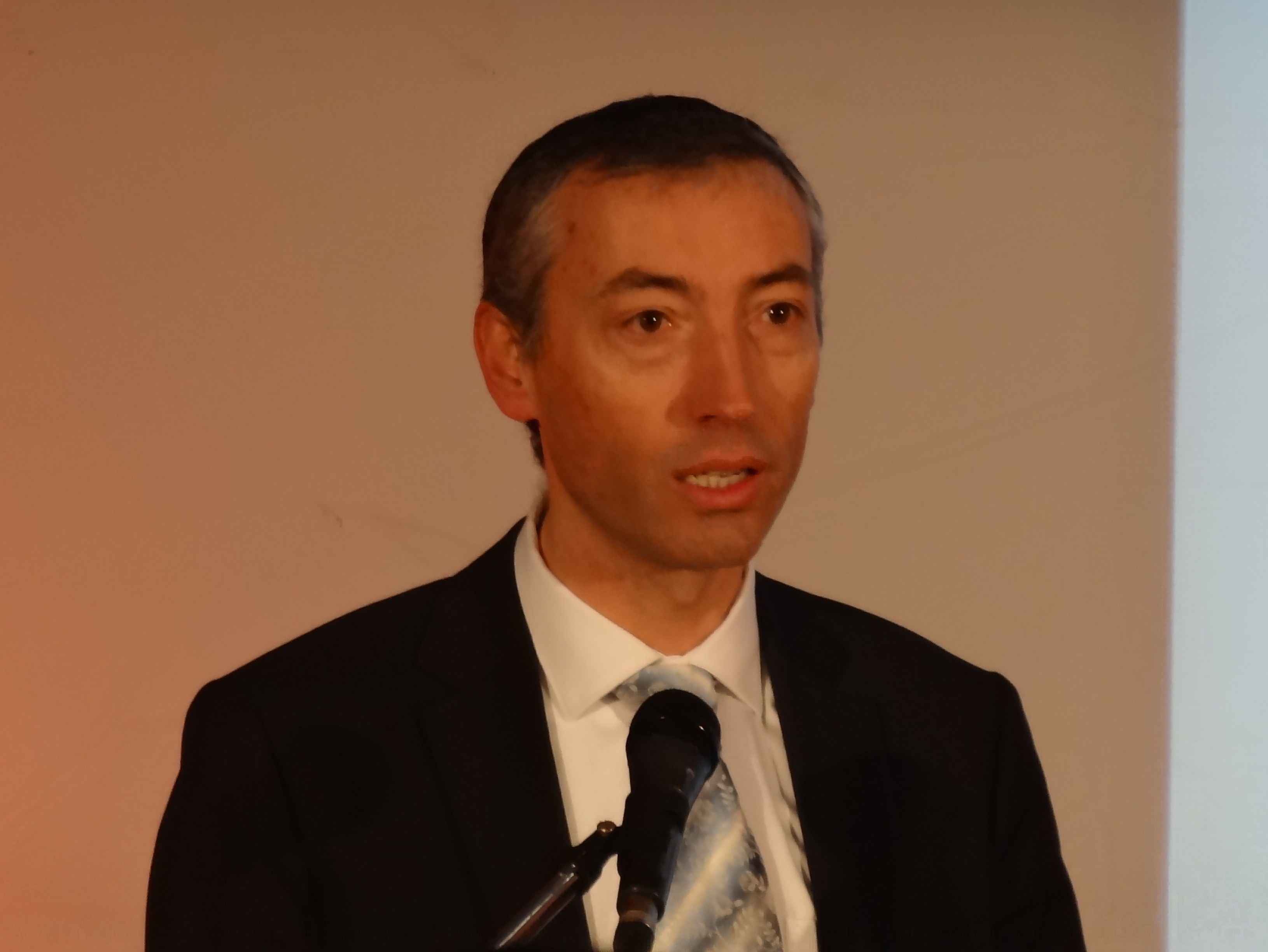
Pierre-Michel Bernard en décembre 2013.

| Période   | Période                       | Identité                 | Étiquette    | Qualité |
| --------- | ----------------------------- | ------------------------ | ------------ | --- |
| 1945      | 1945                          | Georges Mortelette       |              | Délégation municipale |
| 1945      | 1947                          | Fernand Lecomte          |              | |
| 1947      | 1953                          | André Gilliard           | SFIO         | Professeur |
| 1959      | 1964                          | Raymond Lallart          |              | |
| 1964      | mars 1983                     | André Gilliard           | SFIO puis PS | Professeur Conseiller général de Valenciennes-Nord (1958 → 1964 et 1971 → 1976) |
| mars 1983 | mars 2001                     | André Parent (1935-2012) | PS           | Principal de collège Conseiller général d'Anzin (1988 → 1994) Conseiller régional du Nord-Pas-de-Calais[Quand ?] Chevalier de l'Ordre national du Mérite Officier des Palmes académiques |
| mars 2001 | mars 2008                     | Géry Duval               | DVD          | Électronicien |
| mars 2008 | En cours (au 10 juillet 2020) | Pierre-Michel Bernard    | DVG-PS       | Médecin ORL Conseiller départemental d'Anzin (2021 → ) Vice-président de la CA Valenciennes Métropole (2014 → ) Réélu pour le mandat 2020-2026,                                          |

### Démocratie participative
Depuis octobre 2009, Anzin a mis en place un conseil municipal des enfants et des jeunes, réunissant également 33 membres.

### Politique environnementale
Anzin est une ville associée au parc naturel régional Scarpe-Escaut qui fait partie depuis 1996 du parc naturel transfrontalier du Hainaut.
La forêt de Raismes-Saint-Amand-Wallers est située dans ce parc naturel, à six kilomètres au nord d'Anzin. Elle comprend le site de la mare à Goriaux, étang créé par un important affaissement minier survenu en 1916, réserve biologique domaniale depuis 1982.
Dans la ville même d'Anzin, les terrils de la Bleuse Borne sont également recolonisés par la végétation. Les terrils abritent des écosystèmes particuliers, en raison de leur chaleur interne et du fait qu'ils n'ont jamais été cultivés. Celui d'Anzin recèle des plantes thermophiles telles que vipérines, onagres et millepertuis.
Les parcs municipaux sont également liés à l'histoire de la mine. L'un d'eux, le parc Mathieu, était comme son nom l'indique la résidence de la famille Mathieu, qui dirigea la compagnie des mines d'Anzin jusqu'au début du XIXe siècle, après que l'un d'eux eut découvert la houille à la fosse du Pavé. Le château qui était au centre du parc n'existe plus à la suite de la dégradation de la pierre le composant, il a été démoli en 1986.
Le parc Dampierre entoure le château du même nom, qui fut construit par la compagnie des mines d'Anzin à la fin du XIXe siècle. Il a été classé à l'inventaire des monuments historiques le 9 octobre 2009. Le parc abrite un cèdre du Liban et un tulipier de la Louisiane.

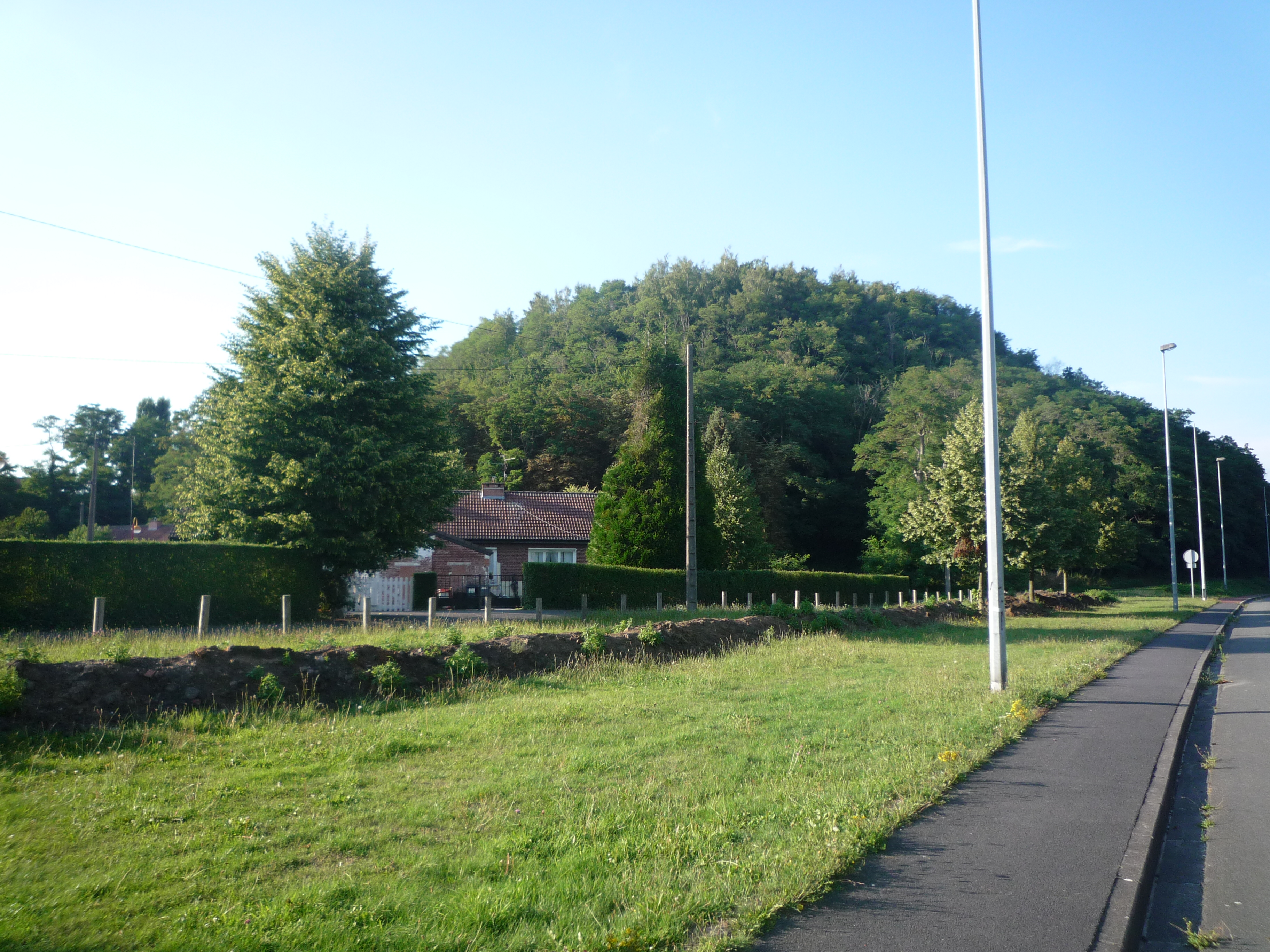
Un des quatre terrils de la fosse de la Bleuse Borne.
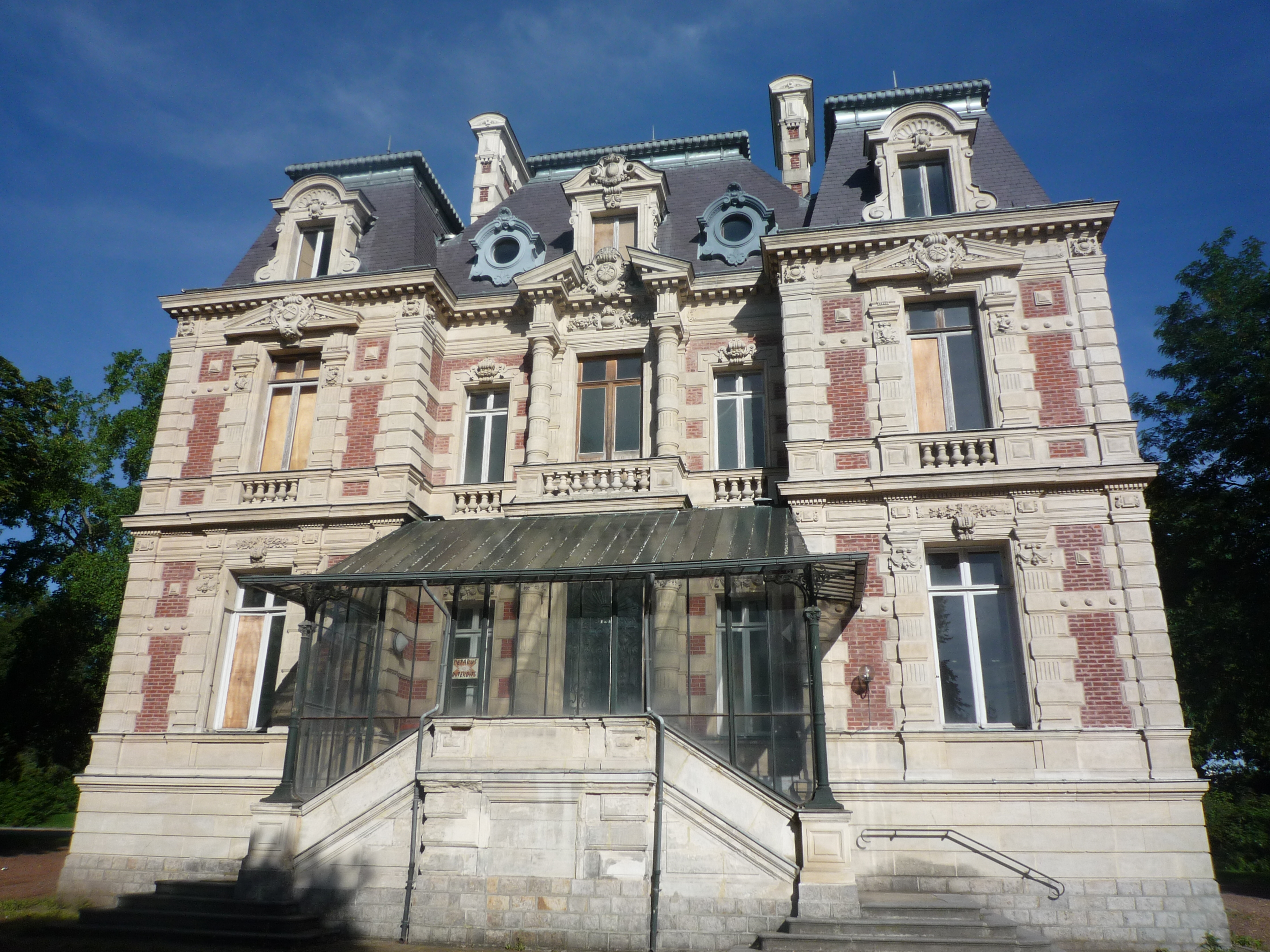
Le château Dampierre.
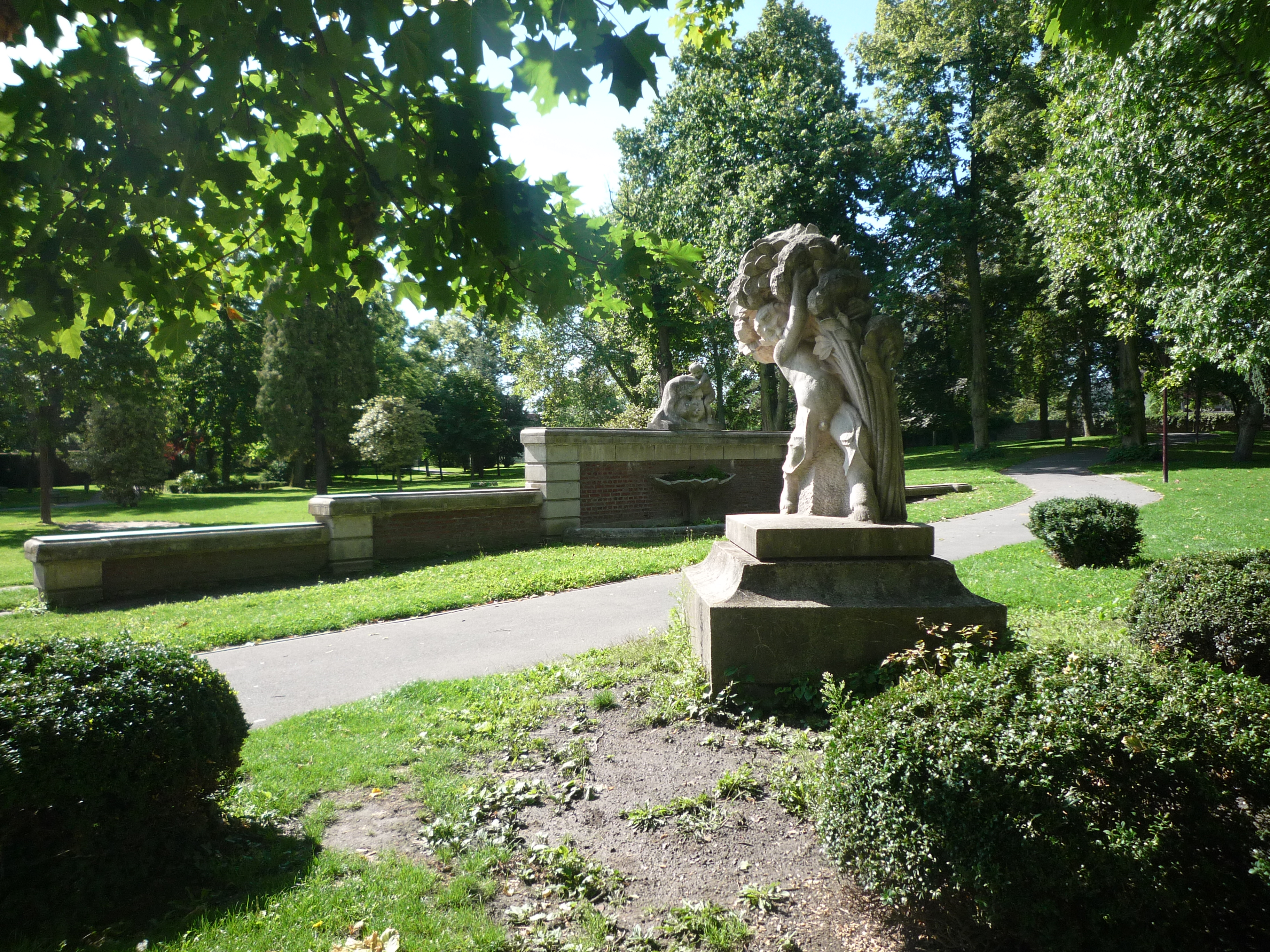
Le parc Mathieu.

### Distinctions et labels
En 2007, une fleur a été attribuée à Anzin au concours des villes et villages fleuris.
La commune a été distinguée de cinq arobases (@@@@@) du label Ville Internet en 2019.

### Jumelages
Au 29 mars 2010, Anzin est jumelée avec :
- Boussu (Belgique) depuis 1985[86].
- M'saken (Tunisie) depuis 1999[87]

## Population et société

### Démographie

#### Évolution démographique
L'évolution du nombre d'habitants est connue à travers les recensements de la population effectués dans la commune depuis 1800. Pour les communes de plus de 10 000 habitants les recensements ont lieu chaque année à la suite d'une enquête par sondage auprès d'un échantillon d'adresses représentant 8 % de leurs logements, contrairement aux autres communes qui ont un recensement réel tous les cinq ans,.

En 2022, la commune comptait 13 417 habitants, en évolution de −0,07 % par rapport à 2016 (Nord : +0,51 %, France hors Mayotte : +2,11 %).
| 1800  | 1806  | 1821  | 1831  | 1836  | 1841  | 1846  | 1851  | 1856  |
| ----- | ----- | ----- | ----- | ----- | ----- | ----- | ----- | ----- |
| 3 096 | 3 338 | 3 863 | 4 255 | 4 182 | 4 191 | 4 422 | 5 006 | 5 855 |

| 1861  | 1866  | 1872  | 1876  | 1881   | 1886   | 1891   | 1896   | 1901   |
| ----- | ----- | ----- | ----- | ------ | ------ | ------ | ------ | ------ |
| 6 305 | 7 283 | 7 990 | 9 009 | 10 043 | 10 656 | 11 538 | 12 768 | 14 444 |

| 1906   | 1911   | 1921   | 1926   | 1931   | 1936   | 1946   | 1954   | 1962   |
| ------ | ------ | ------ | ------ | ------ | ------ | ------ | ------ | ------ |
| 14 387 | 14 439 | 13 790 | 15 300 | 16 090 | 14 804 | 14 235 | 15 658 | 16 275 |

| 1968   | 1975   | 1982   | 1990   | 1999   | 2006   | 2011   | 2016   | 2021   |
| ------ | ------ | ------ | ------ | ------ | ------ | ------ | ------ | ------ |
| 15 634 | 14 866 | 14 602 | 14 064 | 14 052 | 14 051 | 13 479 | 13 426 | 13 422 |

| 2022   | - | - | - | - | - | - | - | - |
| ------ | - | - | - | - | - | - | - | - |
| 13 417 | - | - | - | - | - | - | - | - |

Le nombre d'habitants à Anzin est estimé à 248 en 1699. La courbe démographique croît relativement régulièrement depuis la découverte de la houille en 1734. On constate un coup d'arrêt porté par la destruction partielle de la ville lors du siège de Valenciennes en 1793, la croissance ne reprenant qu'après la chute de l'Empire, ainsi que l'impact des deux guerres mondiales. La baisse de population visible aux recensements de 1836 et 1841 est artificielle, elle correspond au rattachement aux villes de Valenciennes et Bruay de certains quartiers précédemment inclus dans le territoire d'Anzin. Cette croissance, particulièrement importante pendant l'âge d'or de la mine au XIXe siècle, s'arrête avec la fin de l'exploitation minière dans la région au début des années 1960, et la courbe s'inverse avec la crise de la sidérurgie dans les années 1970.
L'accroissement de la population pendant ces trois siècles a été marqué par une forte immigration. Pendant les XVIIIe et XIXe siècles, il s'agissait essentiellement d'immigrants belges, la compagnie des mines ayant dès le début fait appel à des mineurs de la région de Charleroi ; en 1866, 32 % de la population d'Anzin est belge. La seconde vague, lors de l'entre-deux-guerres, est composée en grande partie d'immigrants polonais.
Enfin, dans les années 1960, l'industrie sidérurgique fit plutôt appel à des travailleurs maghrébins, en particulier marocains après la signature de la convention franco-marocaine de 1963.
Cependant, un fort taux de natalité entre également pour une part non négligeable dans cet accroissement de population. Le département du Nord avait en 1860 un taux de 33,3 ‰ et de 27,2 ‰ vers 1900 ; Anzin n'y faisait pas exception.
Entre 1999 et 2007, ce taux de natalité était de 16,00 ‰, supérieur au taux de 12,80 ‰ de l'ensemble de la France métropolitaine. La densité de population est de 3 862 habitants/km2.

#### Pyramide des âges
La population de la commune est relativement jeune.
En 2018, le taux de personnes d'un âge inférieur à 30 ans s'élève à 42,4 %, soit au-dessus de la moyenne départementale (39,5 %). À l'inverse, le taux de personnes d'âge supérieur à 60 ans est de 21,8 % la même année, alors qu'il est de 22,5 % au niveau départemental.
En 2018, la commune comptait 6 251 hommes pour 7 052 femmes, soit un taux de 53,01 % de femmes, légèrement supérieur au taux départemental (51,77 %).
Les pyramides des âges de la commune et du département s'établissent comme suit.
| Hommes | Classe d’âge | Femmes |
| ------ | ------------ | ------ |
| 0,4    | 90 ou +      | 1,3    |
| 4,0    | 75-89 ans    | 7,1    |
| 14,3   | 60-74 ans    | 16,2   |
| 17,5   | 45-59 ans    | 17,2   |
| 19,0   | 30-44 ans    | 18,0   |
| 20,6   | 15-29 ans    | 19,6   |
| 24,3   | 0-14 ans     | 20,6   |

| Hommes | Classe d’âge | Femmes |
| ------ | ------------ | ------ |
| 0,5    | 90 ou +      | 1,4    |
| 5,3    | 75-89 ans    | 8,1    |
| 14,8   | 60-74 ans    | 16,2   |
| 19,1   | 45-59 ans    | 18,4   |
| 19,5   | 30-44 ans    | 18,7   |
| 20,7   | 15-29 ans    | 19,1   |
| 20,2   | 0-14 ans     | 18     |

### Enseignement

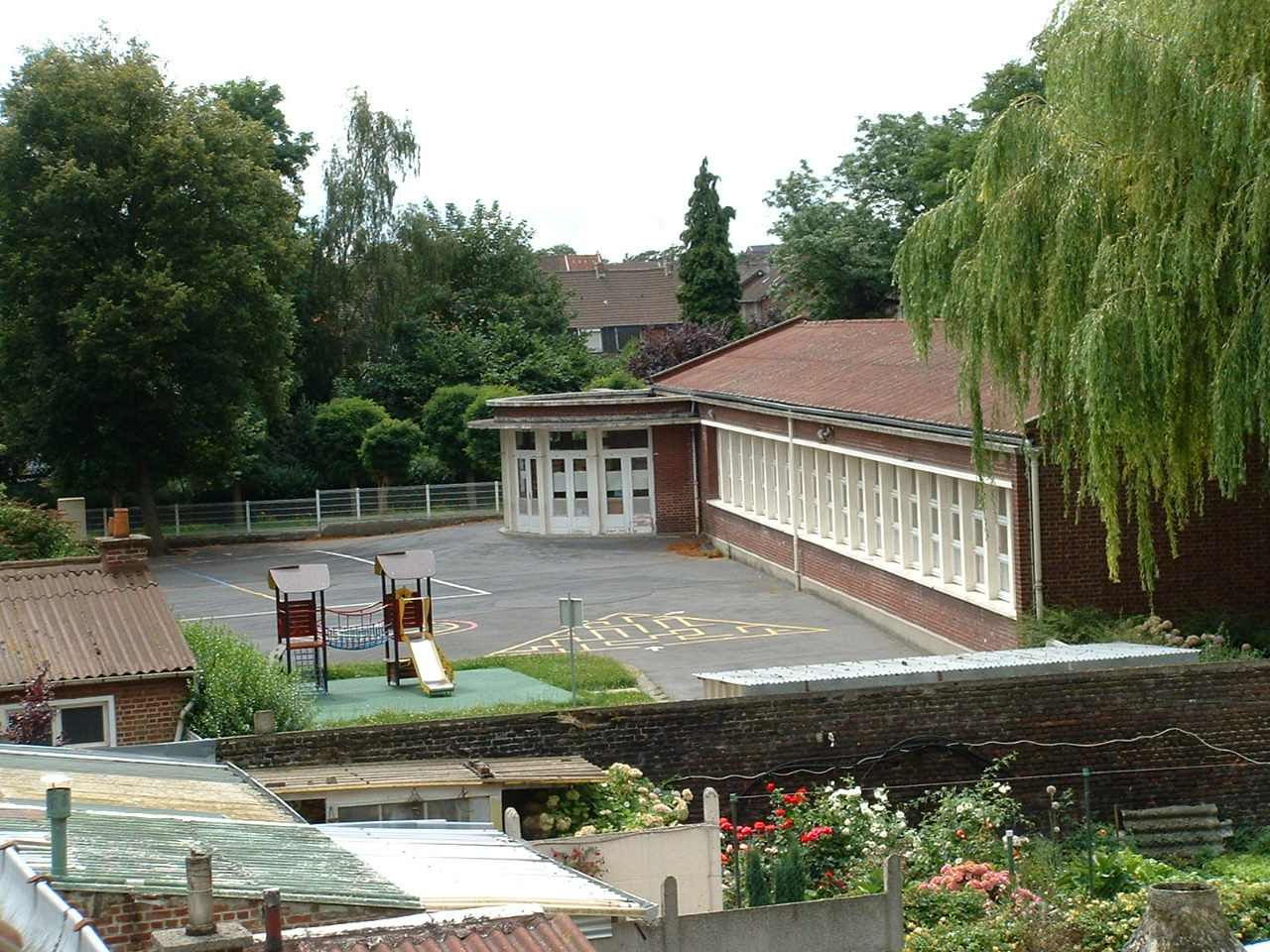
École Jean-Jaurès, dans le quartier de la Bleuse-Borne.

La commune d'Anzin fait partie de l'académie de Lille, elle administre[Quand ?] cinq écoles maternelles et cinq écoles élémentaires publiques. Anzin dispose également d'une école primaire privée : l'école du Sacré-Cœur.
En 2010, le département gère un collège, le collège Jules-Ferry et la région gère un lycée professionnel : le lycée Pierre-Joseph Fontaine. Le collège est classé zone d'éducation prioritaire.
Le collège Anatole-France a été remplacé à la rentrée scolaire 2008 par le collège Pierre-Gilles-de-Gennes, situé à Petite-Forêt,.
Les Anzinois sont scolarisés à Valenciennes pour les lycées d'enseignement général.

### Manifestations culturelles et festivités
Jean la Houille
Jean la Houille est le géant de la ville d'Anzin. Créé en 1908 sous le nom de « Jehan la Houille », il figurait un mineur en tenue de travail, avec une barrette sur la tête, et une rivelaine dans la main. Ce premier géant fut endommagé lors de la Seconde Guerre mondiale, il participa néanmoins en 1984 aux festivités du 250e anniversaire de la découverte de la houille. Un nouveau géant a été reconstruit en 2005. Alors que le premier était glabre, celui-ci porte une courte barbe blanche ; mais il arbore toujours les attributs du mineur : barrette, rivelaine et gaillette.
Ducasses, braderie et carnaval

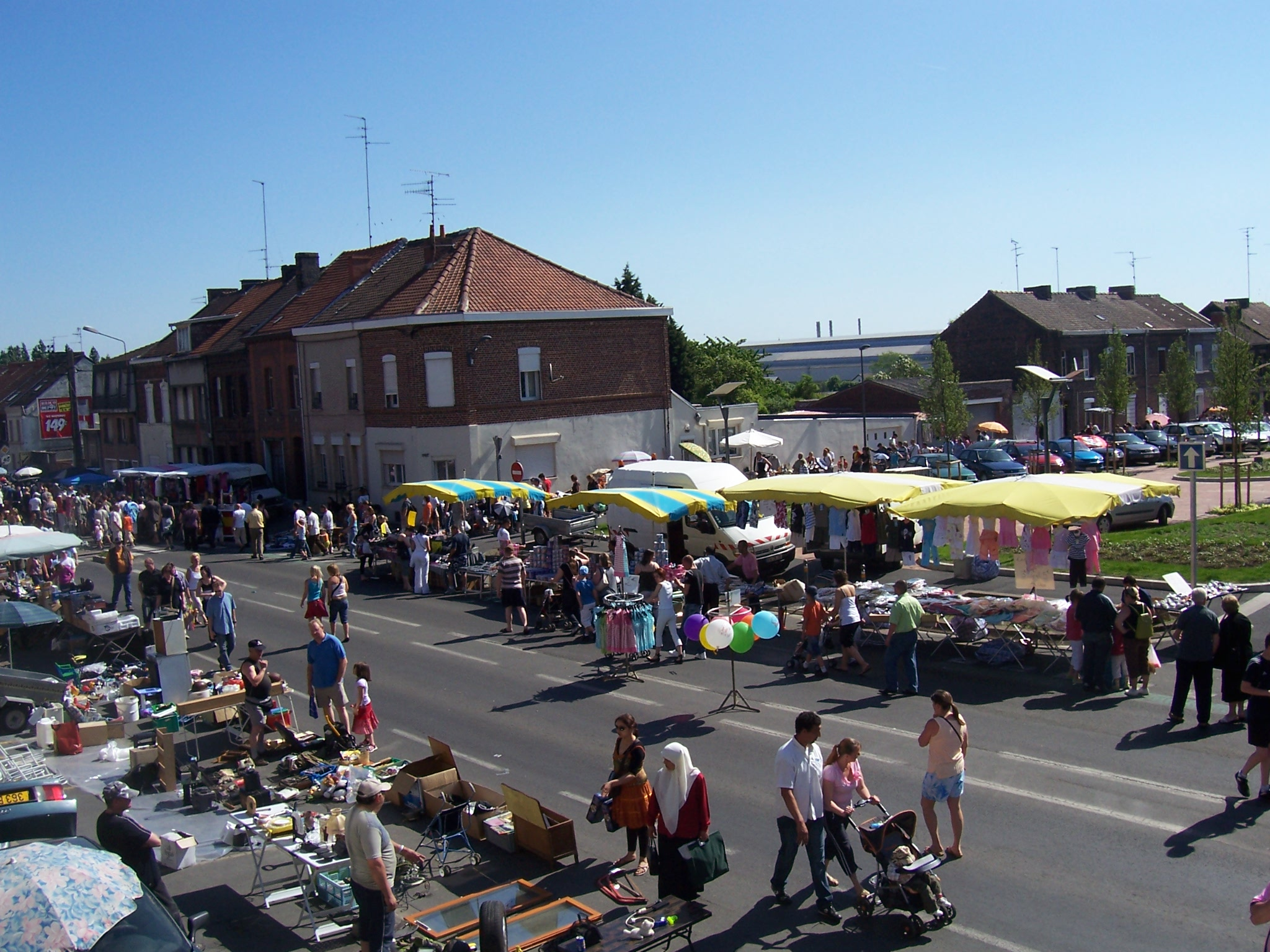
Braderie d'Anzin.

Les ducasses d'Anzin ont lieu le week-end de Pâques sur la place du général de Gaulle, et le week-end de la Pentecôte place Roger-Salengro.
Une braderie réunissant plusieurs centaines d'exposants, pour la plupart non professionnels, est organisée le 2e dimanche de mai dans le quartier de la Bleuse Borne.
Le carnaval, occasion de sortie pour le géant de la ville, a lieu le dernier dimanche de juin.

### Santé
Pour 14 000 habitants, Anzin compte 20 médecins généralistes et 15 spécialistes en 2010.
Les établissements hospitaliers les plus proches sont à Valenciennes, le centre hospitalier et la polyclinique Vauban, et à Saint-Saulve, la clinique maternité du Parc.

### Sports
Anzin compte en 2009 une vingtaine d'associations sportives et dispose de divers équipements, dont le stade André-Gillard et le complexe Léo-Lagrange.
Le nom d'Anzin reste associé à celui de l'Union Sportive de Valenciennes Anzin (USVA), club de football né en 1916 et qui connut son heure de gloire pendant les Trente Glorieuses.
Une équipe de football américain d'envergure régionale, surnommée les Coyotes, joue ses matchs à domicile au stade Léo-Lagrange.
Et chaque année, une manche du championnat régional UFOLEP de cyclo-cross y est organisée.

### Cultes
Les Anzinois disposent de lieux de cultes des religions catholique, protestante (évangélique baptiste) et mormone.
Le doyenné catholique de Valenciennes, rattaché au diocèse de Cambrai, comprend six paroisses dont la paroisse Saint-Jean du Mont d'Anzin. Cette paroisse comprend sept lieux de culte dont deux à Anzin même : l'église Sainte Barbe et l'église Saint-Vincent-de-Paul.
Il existe également une église évangélique baptiste, 113 avenue Anatole-France. La présence de baptistes à Anzin est ancienne, elle date de l'évangélisation de Jean-Baptiste Crétin et François Vincent auprès des mineurs vers 1869,.

## Économie

### Revenus de la population et emploi
En 2007, le revenu fiscal médian par ménage était de 11 153 €, ce qui plaçait Anzin au 30 453 e rang parmi les 30 714 communes de plus de 50 ménages en métropole. En 2006, Anzin se classait au 30 403 e rang pour un revenu médian de 10 894 €. L'INSEE considérait que l'ensemble de la ville était concerné par la grande pauvreté.
La population active totale de la commune est de 5 381 habitants en 1999. Le taux d'activité entre 20 et 59 ans est de 72 % sachant que la moyenne nationale est de 82,2 %. On dénombre 1 638 chômeurs en 1999, soit un taux de chômage s'élevant à 30,4 %, nettement plus élevé que la moyenne nationale qui est quant à elle de 12,9 %. Le pourcentage d'actifs est de 38,3 % contre 45,2 % au niveau national. Il y a 15 % de retraités, 28 % de jeunes scolarisés et 18,6 % de personnes autres sans activité.
|                             | Agriculteurs | Artisans, commerçants, chefs d'entreprise | Cadres, professions intellectuelles | Professions intermédiaires | Employés | Ouvriers |
| --------------------------- | ------------ | ----------------------------------------- | ----------------------------------- | -------------------------- | -------- | -------- |
| Anzin                       | 0,1          | 4,9                                       | 4,9                                 | 15,4                       | 33,6     | 41,1     |
| Moyenne nationale           | 2,4          | 6,4                                       | 12,1                                | 22,1                       | 29,9     | 27,1     |
| Sources des données : INSEE |              |                                           |                                     |                            |          |          |

### Entreprises et commerces
Le nombre total d'établissements était d'environ 414 en décembre 2004. Le commerce ne représente pas moins de 36,2 % du nombre total d'entreprises avec cent cinquante établissements. On dénombre ensuite soixante-seize établissements concernant l'éducation, la santé et l'action sociale soit 18,4 % du total. Les activités de services aux particuliers comptent soixante quatre entreprises soit 15,5 % et celles de services aux entreprises trente sept soit 8,9 % du nombre d'établissements total.
Viennent ensuite les vingt-sept entreprises du bâtiment qui représentent 6,5 % du total, l'industrie des biens intermédiaires comporte dix huit entreprises soit 4,3 % et l'industrie agricole et alimentaire dix sept entreprises soit 4,1 %. Les 6 % d'établissements restants sont sept entreprises des industries des biens de consommation, sept autres des biens d'équipement, deux agences immobilières et une entreprise d'électricité générale.
80 % des quartiers de la ville sont situés en zone franche urbaine, ce qui assure aux entreprises qui s'y installent des avantages fiscaux et des aides incitatives. L'objectif, lors de sa création en 2004, était d'accueillir 300 entreprises pour générer en cinq ans de 1 500 à 2 000 emplois. Il a été atteint dès septembre 2007, et avait à cette date permis l'installation de 294 entreprises dans la ville d'Anzin, et 936 créations d'emplois.

## Culture locale et patrimoine

### Lieux et monuments

#### Les églises

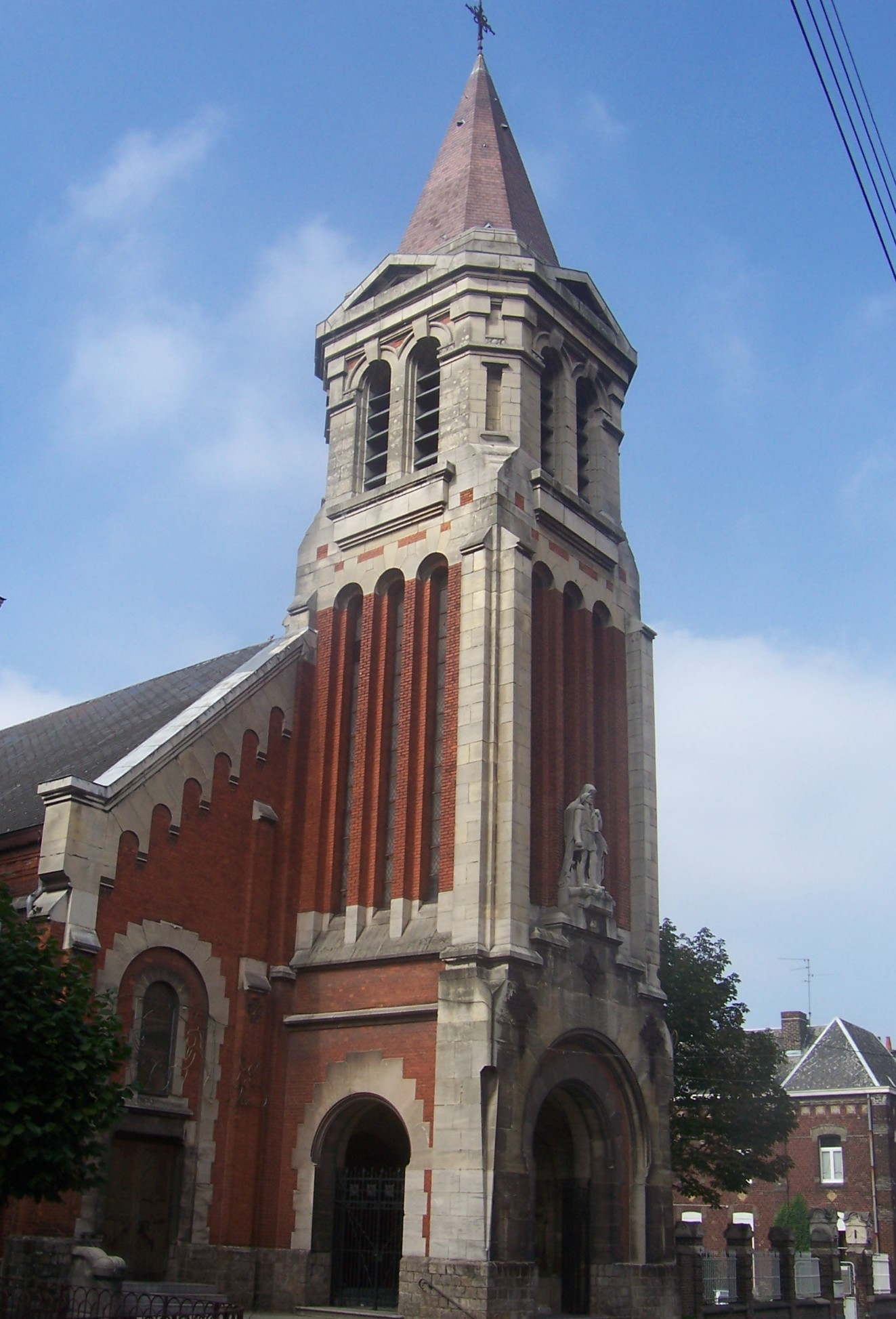
Église Sainte-Barbe.

L'église Sainte-Barbe est située dans le quartier de l'Hôtel de Ville, rue des Martyrs, communément appelée rue de l'Église par les Anzinois. Une première église fut érigée en paroisse en 1287. Plusieurs fois reconstruite sur le même emplacement, elle y figure déjà sur un plan datant de 1731. En 1784, est posée la première pierre de ce qui est alors l'église Saint-Jean-Baptiste. Cette église sera détruite en 1918, à la fin de la Première Guerre mondiale. L'église reconstruite en 1923 sera dédiée à sainte Barbe, patronne des mineurs. Lors de ces travaux, une pierre posée le 5 octobre 1784 par le directeur des Mines d'Anzin est retrouvé. Le chemin de croix de l'église est composé de tableaux de Lucien Jonas.
L'église Saint-Vincent-de-Paul est située dans le quartier de la Bleuse-Borne. Après la découverte du charbon, l'implantation des mines et de la sidérurgie conduisit au développement de ce quartier, situé à 3 km de l'église Saint-Jean-Baptiste. Quand, en 1859, il fut question de construire un temple protestant dans le quartier, les catholiques y envisagèrent la construction d'une nouvelle église, et peu de temps après, une chapelle fut édifiée sur un terrain mis à disposition par l'usine Escaut-et-Meuse, qui ne devint une paroisse qu'en 1901. Vers 1912, le remplacement de la chapelle par une église commença à être envisagé, mais fut sans cesse repoussé en raison des deux guerres mondiales et des travaux de reconstruction qui les suivirent. Des collectes de fonds reprirent au début des années 1960, mais l'épiscopat donna alors la priorité à la construction de l'église Sainte-Thérèse dans les nouveaux quartiers de Raismes. L'église Saint-Vincent de Paul sera finalement édifiée à la fin des années 1960, et officiellement inaugurée en 1973.

#### La mairie, le théâtre

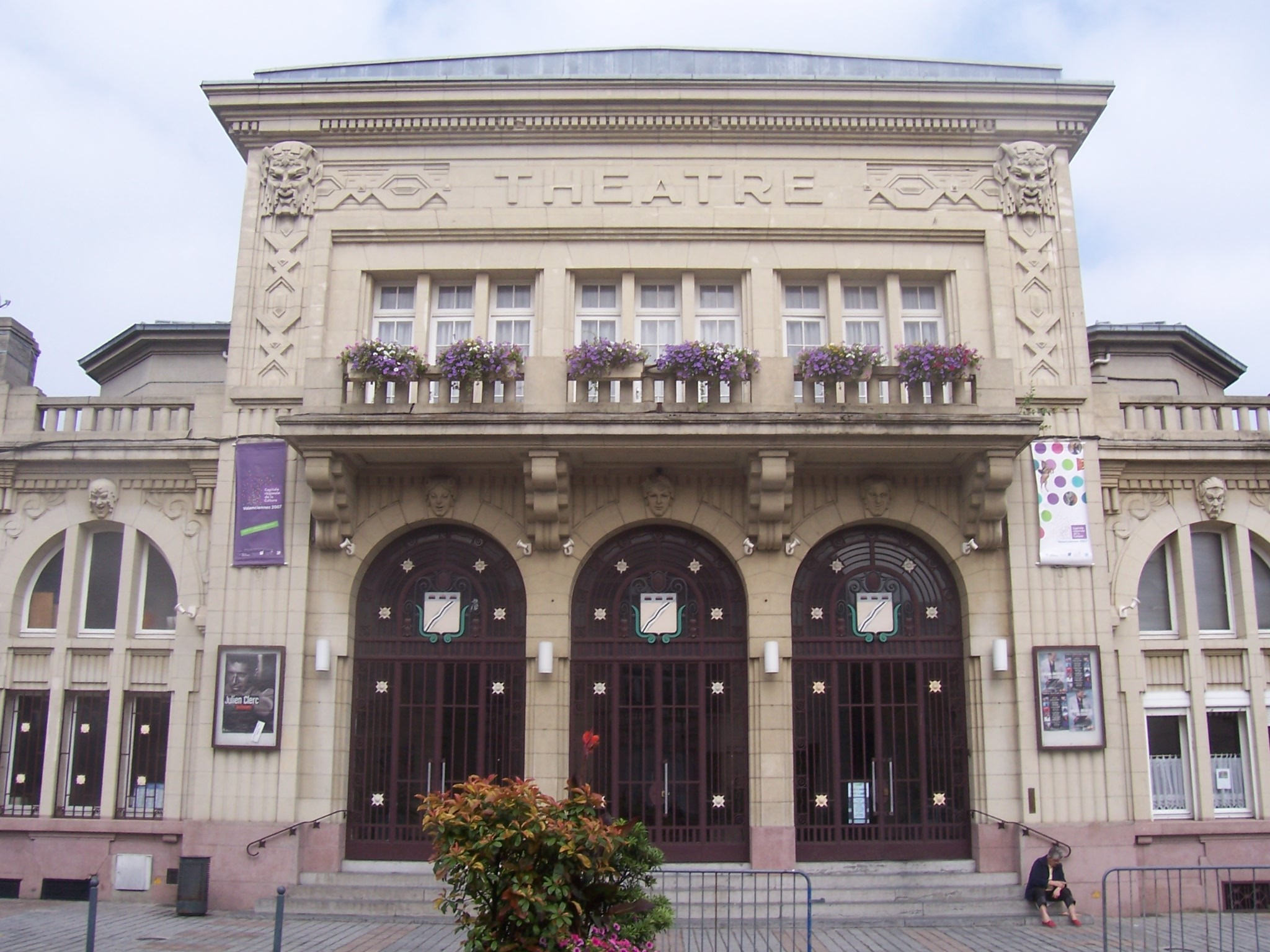
Le théâtre.

La mairie d'Anzin a été construite en 1874 par l'architecte Constant Moyaux, la salle des mariages et la salle du conseil sont décorées de fresques de Lucien Jonas. Le théâtre a été construit en 1934 et est décoré lui aussi de fresques de Lucien Jonas. Comptant 1 200 places, il est l'un des plus grands de la région et accueille une programmation variée; il a entamé en octobre 2010 un partenariat avec la scène nationale du Phénix de Valenciennes.

#### Le patrimoine classé
Le château Dampierre a été classé à l'inventaire des monuments historiques le 9 octobre 2009,. Il fut construit pour loger les directeurs de la compagnie des mines d'Anzin par la compagnie elle-même à la fin du XIXe siècle. Le château est une grande bâtisse de style néo-renaissance dont la façade est ornée de symboles de la mine et des arts.
Le ministère de la Culture a également inventorié un autre bâtiment à Anzin : la Brasserie Bouquet Dumont, anciennement Bouquet Lefebvre. Fondée en 1887 à Bruay, elle s'est installée à Anzin en 1892, au 450 rue Jean-Jaurès. En 1946, la production s'élevait à 25 000 hectolitres de bière de fermentation haute.
Les terrils nos 189A et 189B, la cité pavillonnaire du Mont de la Veine, la cité moderne du moulin, issus de l'exploitation de la fosse Bleuse Borne des mines d'Anzin, le château Dampierre, et une partie des corons des 120 (le reste étant sur le territoire de Valenciennes), ont été classés le 30 juin 2012 au patrimoine mondial de l'Unesco.

#### Le musée

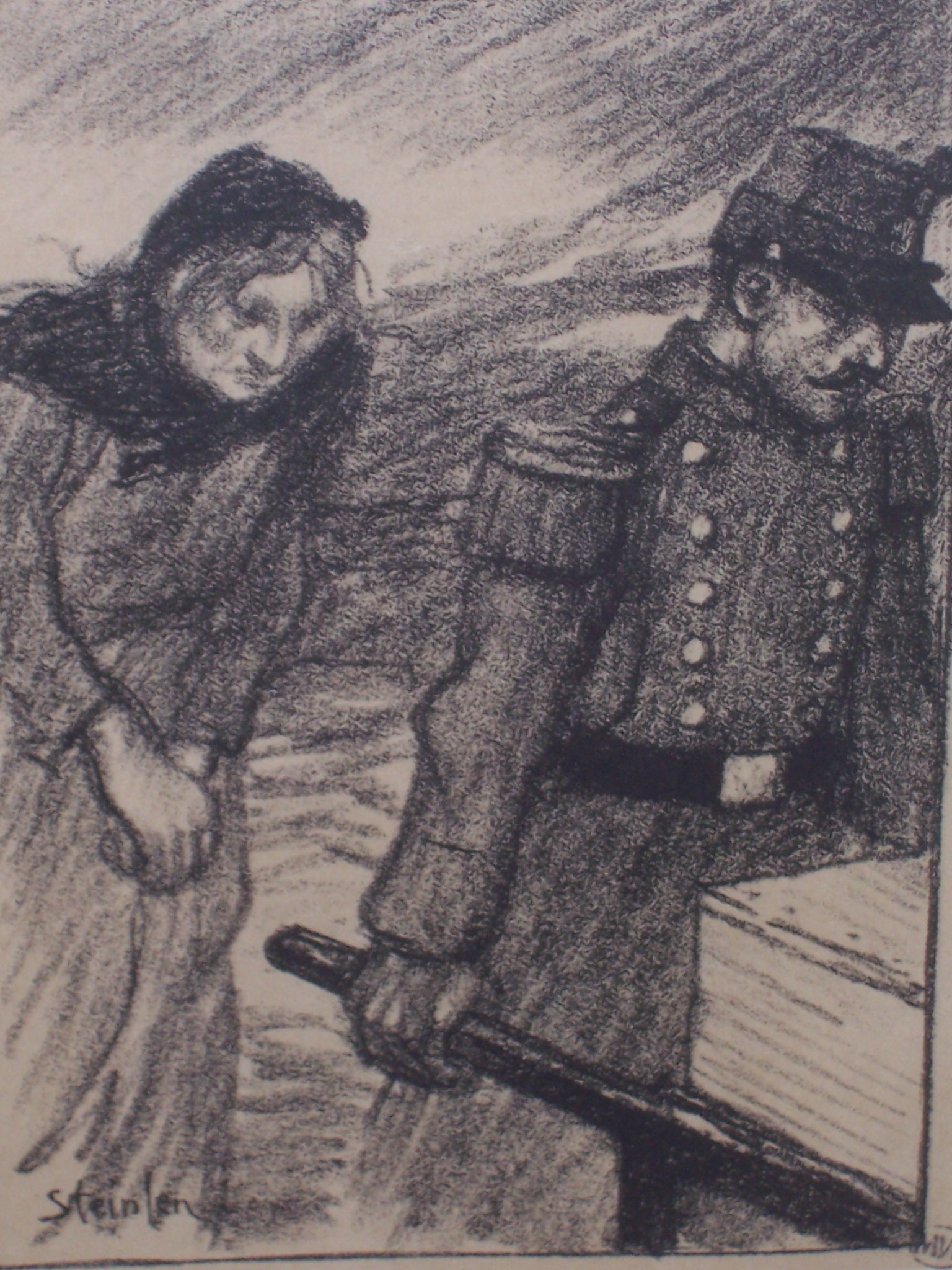
Femme suivant un enterrement, lithographie de Théophile Steinlen (musée des charbonnages d'Anzin).

Le musée des charbonnages Théophile-Jouglet retrace l'histoire de la mine dans la région de 1720 à 1983. Il porte le nom de Théophile Jouglet, maire d'Anzin, et a été créé en 1928 dans la maison de celui-ci qu'il avait léguée à la ville.Transformé en commissariat pendant la Seconde Guerre mondiale, le bâtiment fut bombardé.
Il fut rénové et rouvert en 1961 comme musée de la mine : il présente des documents d'archives issus des Houillères du Nord-Pas-de-Calais et une collection de fossiles carbonifères.
Le musée possède également des œuvres d'artistes tels Jonas, Steinlen, Meunier ou Méreaux représentant les conditions de travail, les mentalités et la vie quotidienne de la population, ainsi que des portraits des fondateurs de la compagnie des mines et de ses administrateurs.
Cette exposition permanente est complétée d'expositions temporaires d'artistes contemporains. L'entrée du musée est gratuite.

#### Petit patrimoine
L'Idylle au pays noir, sculpture réalisée en 1909 par Paul-Ludovic Theunissen, est un monument en granit des Flandres situé au Square de la République. Fils du cordonnier Pierre Liévain, Paul Ludovic Theunissen et son frère Corneille sont devenus statuaires. L'œuvre présente un groupe, composé d'un mineur et de sa compagne, taillé dans un bloc de granit noir. Elle est une représentation réaliste de la vie des jeunes mineurs, illustrant l'Amour et le Travail.

### Personnalités liées à la commune

#### Artistes nés à Anzin
La ville d'Anzin offrit pendant longtemps des bourses aux jeunes Anzinois manifestant des dispositions pour les arts, afin de leur donner la possibilité d'étudier à l'école des Beaux Arts de Valenciennes. La ville compte dans ses natifs plusieurs prix de Rome comme le statuaire Corneille Theunissen (1863-1918), les sculpteurs Aimé-Gustave Blaise (1877-1961) et Robert Barillot (1921-2001), et le graveur sur médailles Jules France (1920-1995).
Certains d'entre eux - également prix de Rome et reconnus - restèrent attachés à leur ville natale, comme Constant Moyaux (1835-1911) qui fut l'architecte de la mairie d'Anzin, ou le peintre Lucien Jonas (1880-1947). Celui-ci décora de ses peintures nombre de bâtiments de la ville déjà évoqués plus haut comme l'hôtel de ville et le théâtre, et illustra le chemin de croix de l'église Sainte Barbe.
Les peintres Henry Jacquet et son neveu Léon Jacquet, nés à Anzin, sont de l'École de Wissant.
Dans le domaine des arts singuliers contemporains, Jacques Trovic (1948-2018), est né à Anzin et a vécu à Anzin la majeure partie de sa vie, dans sa maison natale où il a créé une œuvre de 250 à 350 tapisseries monumentales dont les sujets principaux sont la culture minière, le folklore, les métiers disparus ou les régions françaises. En janvier 2025 le conseil municipal vote à l'unanimité la dénomination d'une nouvelle voie, la rue "Jacques Trovic", dans le quartier de la Bleuse Borne en rénovation, où était sa maison.

#### Auteurs ayant consacré une œuvre à Anzin

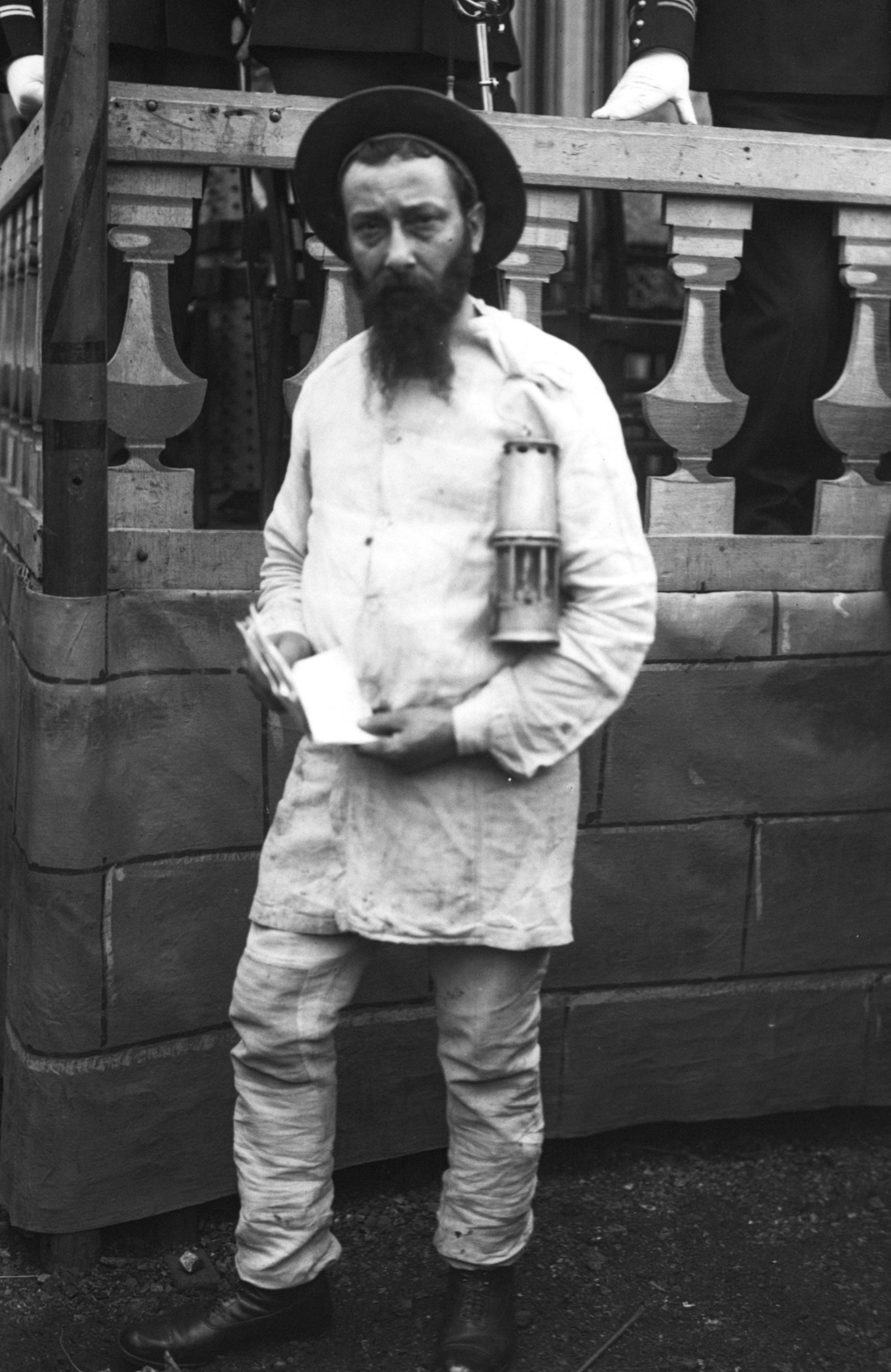
Jules Mousseron, poète mineur.

Les œuvres littéraires consacrées à Anzin ont pour la plupart pour sujet la mine et les mineurs, et datent de l'âge d'or de cette exploitation, dans la seconde moitié du XIXe siècle. En 1874, Charles Deulin consacra un des Contes du roi Cambrinus, « La Marmite du diable », à la découverte de la houille au mont d'Anzin. À la même époque, Jules Mousseron, poète-mineur, évoqua dans de nombreux poèmes la ville et surtout ses enfants célèbres, de Lucien Jonas à Pierre Fontaine.
Mais l'œuvre la plus connue reste Germinal, où Anzin est figurée sous le nom de « Monsou ». Émile Zola s'inspira de sa visite à Anzin lors de la grande grève des mineurs en 1884 pour ce roman, et publia également les Notes sur Anzin, compte rendu de sa visite.
La première page du roman La Fabrique d'absolu (Továrna na Absolutno - 1922), de l'écrivain tchèque Karel Čapek, s'ouvre sur « La crise charbonnière…, l'épuisement des gisements miniers ; dans le bassin d'Anzin voici qu'on arrête l'extraction pour des années… »
Du côté des œuvres cinématographiques, Bertrand Tavernier a tourné en 1999 le film Ça commence aujourd'hui dans une école maternelle d'Anzin, qui porte désormais son nom.
Le chanteur Pierre Vassiliu mentionne Anzin comme la ville natale de son « cousin » au début de sa chanson Mon Cousin.

#### Personnalités des Mines d'Anzin
- La famille Mathieu, famille d'ingénieurs
- Jacques Désandrouin (1682-1761), industriel belge à l'origine de la découverte de la houille à Anzin
- Pierre du Buat (1734-1809), directeur de la compagnie des mines d'Anzin
- Pierre-Joseph Fontaine (1810-1877), inventeur du parachute de sécurité des cages de mines
- Jacques Denis (1902-1972), ingénieur des mines plus connu comme arachnologiste

#### Hommes politiques et militaires
- Émile Basly (1854-1928) est un homme politique dont le parcours est lié à Anzin, où il fonda le premier syndicat de mineurs. Il devint ensuite maire de Lens puis député.
- Émile Begey (1857-1924), homme politique, député de l'Algérie française de 1902 à 1910.

D'autres personnalités y moururent lors des deux guerres mondiales :
- Henri Durre (1867-1918), député socialiste, fut tué à Anzin en octobre 1918 alors qu'il y amenait des nouvelles de la fin de la guerre.
- Jules Beaulieux (1913-1940), soldat anzinois, mourut à Vieux-Condé lors de la bataille de l'Escaut en défendant seul un pont contre la progression de l'armée allemande[136],[137].
- Eusebio Ferrari (1920-1942), résistant communiste tué à Anzin le 18 février 1942[138].

#### Sportifs
L'Union Sportive Valenciennes-Anzin évolua de 1955 à 1970 en première division, avec une équipe où figuraient les Anzinois :
- Jacques Legrand (1931-2016), né à Anzin, footballeur à l'USVA de 1953 à 1960
- Yvon Clément (1937-), né à Anzin, footballeur à l'USVA de 1963 à 1967
- Daniel Cordier (1942-2024), né à Anzin, footballeur à l'USVA de 1960 à 1967
- Louis Thiétard (1910-1998), né à Anzin, coureur cycliste professionnel de 1932 à 1950.

Michel Bernard (1931-2019), ancien athlète détenteur de plusieurs records en courses de demi-fond et de fond. Il est le président de l'association sportive Anzin athlétisme qu'il a fondée en 1959. Il est également le fondateur de l'association Anzin pour tous, et le père de Pierre-Michel Bernard, maire d'Anzin depuis 2008.

#### Autres personnalités
- Léonce Alayrac (1833-1906), ingénieur civil des mines, administrateur de la Compagnie des Mines de Courrières lors de la catastrophe de 1906.

### Héraldique
Le blason d'Anzin est, à l'origine, celui de l'abbaye d'Hasnon à laquelle le village appartenait depuis 877.
| Blason de l'abbaye d'Hasnon | Ces premières armes d'Anzin se blasonnent ainsi :« De sable aux quatre clefs d'argent ordonnées 2 et 2. » |

En 1874, la ville d'Anzin se dota d'un nouveau blason, plus en rapport avec son histoire minière, mais peu correct d'un point de vue héraldique.
|  | Les armes d'Anzin se blasonnent ainsi : « D'or à une coupe de terrain houiller de sable veiné d'argent posée en bande, au chef soudé d'argent chargé de trois foyers ardents de gueules. » |

La devise associée à ce blason est « Urit et alit » (Brûle et nourrit) en référence au charbon dont la ville tirait sa subsistance.
Elle a été remplacée par une nouvelle devise : « Anzin, une mine d'énergie ».